# Десталинизация
Десталиниза́ция — процесс преодоления культа личности Сталина и ликвидации политической и идеологической системы, созданной в СССР в период правления И. В. Сталина («сталинизма»).
Этот процесс привёл к частичной либерализации общественной жизни, называемой «оттепелью». Термин «десталинизация» употребляется в западной литературе с 1960-х годов.
Иногда говорят о трёх так называемых «волнах» десталинизации — состоявшихся в советское время при Хрущёве и Горбачёве, а также современной российской.
Российский историк и политолог А. И. Фурсов считает, что десталинизацию снизу инициировали молодые командиры Великой Отечественной войны, ставшие свидетелями военных поражений 1941—1942 годов, однако после смерти И. В. Сталина инициативу в этом процессе перехватила партийная номенклатура, блокировав его «верхушечной либерализацией в интересах господствующих групп», чтобы не допустить реальной демократизации. А. А. Зиновьев раскрыл, что «антисталинская пятилетка» была не начальной, а затухающей фазой десталинизации.

## Первый этап хрущёвской оттепели. Культ личности Сталина в 1953—1956 годах
5 марта 1953 года скончался Иосиф Виссарионович Сталин, руководивший Советским Союзом с 1924 года. Гроб с его телом был установлен в Колонном зале Дома Союзов, куда для прощания днём и ночью стояла огромная очередь. 9 марта прошли похороны Сталина, а его тело было забальзамировано и помещено в саркофаге в Мавзолей рядом с Лениным. На фронтоне Мавзолея вместо надписи «Ленин» появилась новая надпись — «Ленин-Сталин». Страну после нескольких раундов борьбы в «коллективном руководстве» возглавил триумвират: Георгий Маленков—Лаврентий Берия—Никита Хрущёв. Внешне советская государственно-политическая система не изменилась.
Аналитики ЦРУ в этот период подготовили «План психологического использования смерти Сталина» (Plan for Psychological Exploitation of Stalin’s Death), в котором предположили, что предстоит кулуарная борьба группировок в советской иерархии. При этом ни один из участников этой борьбы по способностям и харизме и близко не сможет сравниться со Сталиным. Отсутствие явного лидера в стране приведет к утрате лидерства СССР в мировом коммунистическом движении, где начнут усиливаться позиции Китая, возглавляемого харизматичным Мао Цзэдуном, что вызовет напряжённость между двумя крупнейшими коммунистическими странами.

### 1953
Процесс частичной трансформации советской государственно-политической системы начался уже в 1953 году, когда были сделаны первые шаги в ликвидации последствий сталинской репрессивной политики, в частичном восстановлении законности и правопорядка. Уже 10 марта 1953 года при обсуждении на закрытом заседании Президиума ЦК КПСС публикации газеты «Правда» по поводу похорон Сталина, в которой некоторые члены Президиума ЦК были названы «верными соратниками», а другие упомянуты без эпитетов, Маленков заявил, что «В прошлом у нас были крупные ненормальности, многое шло по линии культа личности. И сейчас надо сразу поправить тенденцию, идущую в этом направлении… Считаем обязательным прекратить политику культа личности! Было бы неправильным, скажем, цитировать выступление (на траурном митинге) одного. Мы не можем цитировать одного, потому что это, во-первых, незаслуженно, а во-вторых, неправильно с точки зрения культа личности. Считаем обязательно прекратить политику культа личности. Цитаты (только) одного человека нельзя публиковать».
Вскоре Маленков предложил созвать в апреле 1953 года внеочередной пленум ЦК КПСС для обсуждения этой темы. Внося это предложение на обсуждение, он заранее подготовил тезисы доклада, а также постановления ЦК по данному вопросу. Историк А. П. Куропаткин считает, что в документах Маленкова главный акцент был сделан не на обсуждении личных качеств покойного, а на необходимости сохранения и укрепления «коллективного руководства». Ю. Н. Жуков полагает, что изначально речь пошла об осуждении именно культа, что вызвало двоякую реакцию членов Президиума ЦК. К сторонникам Маленкова он относит М. Г. Первухина, М. З. Сабурова, П. Н. Поспелова и Н. Н. Шаталина, а к противникам — «тяжеловесов» партии В. М. Молотова, К. Е. Ворошилова, Н. А. Булганина, Л. М. Кагановича, А. И. Микояна, а также в тот момент и Н. С. Хрущёва и М. А. Суслова. Поскольку вторые в тот момент были в большинстве, «мягкая десталинизация» была отвергнута, и предлагавшийся Маленковым пленум так и не состоялся.
С 20 марта имя Сталина стало немного реже упоминаться в печати. 27 марта по инициативе Берии был издан указ о реабилитации около 1 миллиона человек, осуждённых за уголовные преступления. Указ не затронул отбывающих наказание за «контрреволюционную деятельность».
4 апреля было свёрнуто «Дело врачей», как и «Мингрельское дело», давшие накануне смерти Сталина козыри Г. М. Маленкову. 6 апреля в «Правде» была опубликована статья «Советская социалистическая законность неприкосновенна», в которой говорилось о фальсификации «Дела врачей». Ответственность целиком возлагалась на экс-министра МГБ, секретаря ЦК и приближённого Г. М. Маленкова — С. Д.Игнатьева, который якобы «воспользовался тяжёлой болезнью товарища Сталина и за его спиной сфабриковал так называемое „Дело врачей“». 10 апреля было принято постановление ЦК КПСС «О нарушениях советских законов бывшими министерствами госбезопасности СССР и Грузинской ССР», реабилитировавшее фигурантов «Мингрельского дела».
В тезисах отдела пропаганды и агитации ЦК КПСС и Института Маркса—Энгельса—Ленина—Сталина при ЦК КПСС к 50-летию КПСС говорилось: «Культ личности противоречит принципу коллективного руководства, ведёт к снижению творческой активности партийных масс и советского народа и не имеет ничего общего с марксистско-ленинским пониманием высокого значения направляющей деятельности руководящих органов и руководящих деятелей…» Однако это была критика культа личности без указания самой личности. В этом заявлении имелся в виду не сталинский культ личности, а культ возвеличивание роли личности в культ. Для осуждения культа личности цитировали Маркса, Энгельса, Ленина и Сталина. Таким образом, это заявление о культе личности не имело никакого отношения к культу личности Сталина, его авторитет ни в коей мере не подвергался сомнению.
В 1953—1956 годах Сталин официально почитался в СССР как великий лидер; в тот период на портретах он часто изображался вместе с Лениным. Однако имя Сталина упоминается в прессе всё реже, на смену этому начинается активное расширение культа В. И. Ленина. Начали вноситься изменения в содержание учебной литературы как для высшей, так и для средней школы, что требовало средств. Так, в издательстве Академии педагогических наук РСФСР, «… в 1953 году на выдирки и вклейки по отдельным изданиям, которые были необходимы в связи с исправлениями, допускавшимися ранее ошибками по вопросам о роли народных масс и личности в истории, о великих стройках коммунизма, было израсходовано 130,9 тысяч рублей». Было прекращено издание сочинений Сталина, набор 14-го и 15-го тома собрания был прекращён.
1 мая 1953 года на Красной площади прошла масштабная первомайская демонстрация, на которой по-прежнему люди выходили с портретами Ленина и Сталина. На зданиях висели портреты Маркса, Энгельса, Ленина и Сталина. К этой же дате почта Чехословакии выпустила серию из 4 марок, на двух из которых был запечатлён портрет Сталина, а на одной — Маленкова.
9 мая 1953 года было запрещено носить демонстрантам портреты ныне живущих членов Политбюро (Президиума). Разрешалось носить лишь портреты Маркса, Энгельса, Ленина и Сталина.
26 июня на заседании Президиума ЦК КПСС был арестован министр внутренних дел СССР Л. П. Берия. Пленум ЦК КПСС, проходивший со 2 июля по 7 июля 1953 года, осудил его деятельность. Берия был обвинён в фальсификации «дела врачей» и «мингрельского дела». Обвинили Берию в попытках сдать ГДР Западу и отказаться от построения социализма в Германии. Кроме того, Берия был обвинён в организации «контрреволюционного мятежа в Берлине» 17 июня 1953 года. Также Берию объявили английским шпионом и агентом империализма, хотевшим свергнуть советское правительство и «реставрировать капиталистический строй». Члены Президиума ЦК КПСС обвинили Берию в попытках очернить Сталина, прикрываясь вопросом о «культе личности». Маленков, выступая на Пленуме, заявил, что у Сталина были небольшие ошибки и раздутый культ личности, негативными проявлениями которого он назвал «политическую дискредитацию» Сталиным Молотова и Микояна на октябрьском (1952) Пленуме ЦК, решение Сталина увеличить в 1953 году на 40 млрд рублей налоги на деревню, сталинский план строительства Туркменского канала и положение о переходе от товарообмена к продуктообмену в работе «Экономические проблемы социализма в СССР». Однако тут же Маленков заявил, что все это не должно служить поводом для очернения Сталина. В частности, Маленков заявил, что «культ личности т. Сталина в повседневной практике руководства принял болезненные формы и размеры, методы коллективности в работе были отброшены, критика и самокритика в нашем высшем звене вовсе отсутствовала. Мы не имеем права скрывать от вас, что такой уродливый культ личности привел к безапелляционности единоличных решений, и в последние годы стал наносить серьёзный ущерб руководству партии и страной… Как видите, товарищи, и у великих людей могут быть слабости. Эти слабости были и у т. Сталина… Мы должны по-марксистски поставить вопрос о необходимости обеспечить коллективность руководства в партии, критику и самокритику во всех звеньях партии, в том числе, в ЦК и Президиуме… Если при т. Сталине возможны были ошибки, то тем более чревато большими опасностями повторение их в отсутствие такого вождя, каким был т. Сталин. Уважать, чтить и свято следовать великому учению Маркса — Энгельса — Ленина — Сталина — это значит, прежде всего, устранять то. что мешает последовательному его проведению». Кроме того, июльский Пленум вновь разрешил демонстрантам носить портреты ныне живущих членов Политбюро.
10 июля в «Правде» было опубликовано постановление ЦК КПСС «О преступных и антигосударственных действиях Берия». В сентябре 1953 года были ликвидированы Особое совещание при МВД СССР и другие внесудебные органы («тройки», «двойки»). 23 декабря этого же года был расстрелян Берия. После ареста и расстрела Берии во главе страны остались Первый секретарь ЦК КПСС Хрущёв и Председатель Совета Министров Маленков.
8 августа 1953 года Маленков выступил с речью на сессии Верховного Совета СССР, в которой он говорил о сельском хозяйстве. В конце своей речи Маленков заявил, что «Коммунистическая партия и Советское правительство знают, куда и как вести народ потому, что они руководствуются научной теорией общественного развития — марксизмом-ленинизмом, знамя которой было высоко поднято нашим отцом и учителем гениальным Лениным и продолжателем его дела великим Сталиным. Советское государство и Коммунистическая партия вооружают народ на основе учения Маркса — Энгельса — Ленина — Сталина глубоким знанием объективных законов развития общества, законов строительства коммунизма и дают тем самым ясную перспективу созидательной деятельности советского народа».
1 сентября 1953 года Президиум Верховного Совета СССР разрешил пересматривать решения коллегий ОГПУ, особых совещаний, «двоек» и «троек».
В сентябре 1953 года состоялся Пленум ЦК КПСС, на котором Хрущёв укрепил свои позиции. 7 сентября он по инициативе Пленума ЦК КПСС был избран первым секретарём ЦК. В своём докладе о сельском хозяйстве Хрущёв один раз цитировал Сталина, а Ленина он цитировал чаще и подробно.
6 ноября 1953 года состоялось торжественное заседание Верховного Совета СССР, посвящённое 36-й годовщине Октября. На этом собрании висел общий портрет Ленина и Сталина. Заседание началось с минуты молчания в память о Сталине. Выступавший на собрании Ворошилов назвал Сталина «великим вождём» и «гениальным полководцем». Своё выступление Ворошилов закончил фразой «Под знаменем Ленина—Сталина, под руководством Коммунистической партии — вперёд, к победе коммунизма!»
7 ноября 1953 года в Москве на Красной площади состоялся военный парад. Выступая на параде, министр обороны СССР Булганин заявил о верности народа «знамени Маркса—Энгельса—Ленина—Сталина». К 36-й годовщине Октября была выпущена специальная марка, на которой были изображены Ленин и Сталин в Смольном во время восстания в Петрограде. К октябрьским праздникам 1953 г. почта КНР выпустила серию марок с изображением Сталина, на одной из которых он был запечатлён с Лениным, а на другой — с Мао. В «Правде» в этот день была опубликована статья, в которой говорилось: «Высоко над колоннами подняты портреты великих учителей трудящихся — Маркса, Энгельса, Ленина, Сталина».
17 ноября 1953 года был открыт доступ в Мавзолей Ленина—Сталина.
21 декабря 1953 года широко праздновалась 74-я годовщина со дня рождения Сталина. В этот день, как и в дни рождения при жизни Сталина, вручали Сталинские премии. Также 21 декабря 1953 года в «Правде» была опубликована статья члена-корреспондента АН СССР Ф. В. Константинова «И. В. Сталин и вопросы строительства коммунизма», в которой много говорилось о теоретической и практической деятельности Сталина. К этому дню была выпущена марка, на которой была изображена Международная Сталинская премия «За укрепление мира между народами». Кроме того, в 1953 г. памятные марки и блоки с изображением Сталина выпустили почтовые ведомства ГДР, Чехословакии, Венгрии, Болгарии.
22 декабря 1953 года был подписан к печати Краткий философский словарь, в котором была дана высокая оценка Сталину. Статью о Сталине завершала фраза: «Бессмертное имя Сталина всегда будет жить в сердцах советского народа и всего прогрессивного человечества».

#### Направления искоренения «культа личности» на раннем этапе «мягкой десталинизации» (1953)
Основными методами искоренения культа личности И. В. Сталина в первый период «мягкой десталинизации» идеологические структуры СССР сделали следующие:
- цитирование В. И. Ленина вместо И. В. Сталина. За первые три месяца после смерти Сталина имя Ленина в радиопередачах отдела пропаганды прозвучало 23 раза, а после свержения Берии и до конца 1953 года — 103 раза, за 1954 год — 262 раза, в 1955 году — 595 раз[12];
- появление идеологем «коллектив руководителей», «коллективное руководство», «строжайшее соблюдение коллегиальности»[14];
- стирание сносок и ссылок на слова и работы И. В. Сталина в идеологической и учебной литературе, с оставлением цитат в тексте. По постановлению Министерства образования, учебники истории СССР для вузов было поручено отредактировать доктору исторических наук М. В. Нечкиной[14].

### 1954
14 января 1954 года в «Правде» была опубликована статья «Под знаменем нерушимой дружбы», в которой писалось: «Ленинские программные указания по национальному вопросу нашли свое дальнейшее творческое развитие в произведениях великого продолжателя бессмертного дела Ленина — И. В. Сталина».
22 января 1954 года в Москве прошло торжественное заседание, посвященное 30-й годовщине со дня смерти Ленина. Открыл заседание Хрущёв, который вкратце рассказал о деятельности Ленина и о продолжении его дела Сталиным. Хрущёв закончил свое выступление фразой «под знаменем Ленина—Сталина — вперед к победе коммунизма». После Хрущёва с докладом выступил директор Института Маркса—Энгельса—Ленина—Сталина при ЦК КПСС П. Н. Поспелов, который назвал Сталина «великим продолжателем дела Ленина». Почтовые ведомства СССР, Венгрии, Болгарии и Китая выпустили в честь этой годовщины памятные серии марок, на которых Ленин был изображён вместе со Сталиным.
В первую годовщину со дня смерти Сталина 5 марта 1954 года во всех центральных газетах страны были опубликованы передовые статьи, посвящённые этому событию, и большие фотографии Сталина. Во всех газетах была опубликована статья Константинова «И. В. Сталин — великий продолжатель дела В. И. Ленина». Также была опубликована статья «Под знаменем Ленина—Сталина, под руководством Коммунистической партии — вперёд, к победе коммунизма». В статье говорилось: «Под руководством И. В. Сталина Коммунистическая партия организовала боевой союз рабочего класса и рабочего крестьянства». Также говорилось о том, что под руководством Сталина коммунисты разгромили троцкистов, бухаринцев и буржуазных националистов. В передовице всех советских газет писалось: «Сегодня исполняется первая годовщина со дня смерти Иосифа Виссарионовича Сталина. Под знаменем Маркса—Энгельса—Ленина—Сталина Коммунистическая партия твёрдо и уверенно ведёт нашу страну к полной победе коммунизма. Великое единение партии, правительства и народа — вот животворный источник всех побед, основа нашего уверенного движения вперёд по пути к коммунизму». На третьей странице советских газет была опубликована статья «Трудящиеся чтут память Иосифа Виссарионовича Сталина». В этот день и накануне его во всех школах, университетах, на предприятиях, в воинских частях, в государственных учреждениях, в цехах заводов, на стройках, в клубах, на агитпунктах были проведены беседы, посвящённые памяти Сталина. В школах проводились классные часы, посвящённые Сталину. На зданиях учреждений, предприятий, организаций, дом управлений, школах и государственных администраций были вывешены траурные флаги. К этому дню была выпущена марка, на которой был изображён Сталин. Тогда же в ГДР, Чехословакии и Китае были выпущены памятные серии почтовых марок в честь Сталина. Также была выпущена переизданная «Биография И. В. Сталина», в которой Сталин был назван «великим вождём и учителем СССР и международного рабочего, коммунистического и национально-освободительного движения».
11 марта 1954 г. в выступлении в Ереване А. И. Микоян призвал к реабилитации поэта Егише Чаренца, жертвы сталинских репрессий. В том же году Микоян вместе с О. Г. Шатуновской, А. В. Снеговым и Л. С. Шаумяном работал над началом десталинизации.
13 марта 1954 года из МВД был выделен Комитет государственной безопасности при Совмине СССР, который возглавил ставленник Хрущёва И. А. Серов. Из органов госбезопасности изгнали, а затем частично подвергли арестам многих опытных профессионалов, обвинив их в связях с Берией: генерал-лейтенантов Б. П. Обручникова и П. А. Судоплатова, генерал-майоров Н. И. Эйтингона, С. Ф. Емельянова, А. Ф. Ручкина. Понижение статуса КГБ, ставшего ведомством при правительстве, а не отдельным министерством, Хрущёв сопровождал напутствием «постоянно держать связь с партийными организациями, советоваться с ними и докладывать им о своей работе».
30 апреля 1954 года Верховный Суд СССР пересмотрел «Ленинградское дело» и реабилитировал лиц, проходивших по нему, а 3 мая Президиум ЦК КПСС принял окончательное постановление «О деле Кузнецова, Попкова, Вознесенского и других». Это постановление объявило «Ленинградское дело» закрытым и реабилитировало всех лиц, проходивших по нему. Было заявлено, что «Ленинградское дело» было сфабриковано Берией и Абакумовым.
1 мая 1954 года люди выходили на первомайские демонстрации под знаменами Ленина и Сталина. На Красной площади висели портреты Ленина и Сталина.
4 мая 1954 года Президиум ЦК КПСС разрешил пересматривать уголовные дела осужденных за «контрреволюционные дела».
7 мая 1954 года Хрущёв, выступая перед активом ленинградской парторганизации, заявил, что «Политика при жизни Сталина была совершенно правильной политикой, которую мы вместе со Сталиным проводили и будем ещё неуклонно проводить дальше. Мы считаем, что во вред товарищу Сталину неимоверно был раздут культ личности товарища Сталина. Товарищ Сталин действительно является большим человеком, гениальным марксистом. Но даже таким людям нельзя давать таких прав, какими он пользовался. В результате этого мы имели „дело врачей“ и „ленинградское дело“». В этом выступлении Хрущёв назвал причины «дела врачей», «ленинградского дела» и большого раздувания после 1948 года культа личности Сталина — старость и болезнь Сталина, из-за которых он не мог долго работать, и «вредительство Берии и Абакумова, втёршихся в доверие к Сталину и ко всему ЦК».
В 1954 году вышло несколько пособий по истории СССР, в которых Сталина по-прежнему называли «великим продолжателем дела Ленина». В этих пособиях о культе личности напоминало одно предложение, в котором было написано, что «культ личности чужд марксизму». Больше о культе личности ничего не говорилось. Это заявление о культе личности было маленьким и пространным, не относящимся к Сталину.
6 ноября 1954 года состоялось торжественное заседание Моссовета, посвящённое 37-летию Октября, на котором выступил Сабуров. В своём докладе Сабуров называл национальную политику внутри СССР «ленинско-сталинской». Он закончил свой доклад фразой: «Да здравствует знамя Маркса, Энгельса, Ленина, Сталина!» На этом собрании по-прежнему висел общий портрет Ленина и Сталина. 7 ноября 1954 года состоялся военный парад, а вслед за ним прошла демонстрация трудящихся. На этой демонстрации люди шли под знамёнами Ленина—Сталина. К 37-й годовщине Октября была выпущена специальная марка, на которой были изображены Маркс, Энгельс, Ленин и Сталин.
7 декабря 1955 года было принято постановление Центрального Комитета КПСС о создании комиссии во главе с Д. Т. Шипиловым, на которую было возложено руководство работой по подготовке нового Государственного гимна СССР. В ходе двухэтапного конкурса были выбраны стихи, представленные С. В. Михалковым, М. Ф. Рыльским и М. В. Исаковским. Исходя из текстов, можно сделать вывод об идеях, одобренных Президиумом ЦК КПСС для отражения в гимне. М. Исаковский славит Ленинское знамя и прямые дороги к светлым годам коммунизма. С. Михалков — восхождение «солнца коммунизма!», прославление Ленина и его учения, а также употребляет фразу «Нас партия ведет» вместо одного вождя. М. Рыльский также пишет о «коммунистической заре», освещающей дорогу вперед, и тонко восхваляет прошлые шахтерские заслуги Первого секретаря ЦК КПСС Н. С. Хрущева и его новую программу подъема сельского хозяйства СССР.
19 декабря 1954 года был расстрелян экс-министр МГБ Виктор Абакумов.
21 декабря 1954 года было широко отмечено 75-летие со дня рождения Сталина. На предприятиях, в учреждениях, вузах, научно-исследовательских институтах, колхозах, совхозах и МТС страны были зачитаны доклады о Сталине и проводились беседы, посвящённые ему. По радио передавались статьи, посвящённые Сталину. По телевидению и в кинотеатрах показывали фильмы о Сталине. На первых полосах газет публиковались портреты Сталина. В этот день снова вручались Сталинские премии. Во всех центральных газетах и общественно-политических журналах были помещены специальные рубрики, в которых были опубликованы большие статьи видных обществоведов, посвящённые деятельности Сталина. В «Известиях» была опубликована статья Ф. В. Константинова «Великий продолжатель бессмертного дела Ленина», в которой подчеркивалось, что «в годы Великой Отечественной войны во главе Вооружённых Сил стоял гениальный вождь и полководец И. В. Сталин». Также во всех газетах была опубликована статья «И. В. Сталин — выдающийся теоретик марксизма», в которой подчеркивалось, что «имя Сталина стоит рядом с именами Маркса, Энгельса и Ленина, создавших великое революционное учение рабочего класса». Была опубликована статья «Вдохновляющая сила ленинских идей», в которой подчёркивалось, что «необходимо помнить товарища Сталина». В этот день в Сталинграде на зданиях, где работал и находился Сталин во время пребывания в Царицыне в 1918 году, были установлены мемориальные доски. Во всех статьях, опубликованных в тот день, подчёркивалось, что Сталин являлся «учеником и помощником В. И. Ленина». В Государственной библиотеке им. Ленина открылась выставка, посвящённая Сталину. К этому дню была выпущена специальная марка, на которой был изображен Сталин. К этой дате Институтом Маркса-Энгельса—Ленина—Сталина при ЦК КПСС было вновь выпущено полное собрание сочинений Сталина.

#### Направления борьбы с «культом личности» на среднем этапе «мягкой десталинизации» (1954 — начало 1955)
- Пропаганда новой задачи КПСС — построения коммунизма.
- Прославление В. И. Ленина и его учения.
- Замена вождя новым коллективным руководителем — «партией».
- Частичный или полный отказ от упоминания имени И. В. Сталина.

### 1955 — начало 1956
4 января 1955 года по инициативе Хрущёва было принято постановление ЦК КПСС о переносе Дня памяти В. И. Ленина с 22 января (день смерти Ленина) на 22 апреля (день рождения Ленина). В этом постановлении отмечалось, что социализм в СССР победил под руководством Сталина. 11 января 1955 года это постановление было опубликовано во всех советских газетах.
В январе 1955 года Маленков был подвергнут критике Пленумом ЦК, освобождён от занимаемой должности главы Советского правительства и назначен министром электростанций. Январский Пленум ЦК КПСС выпустил резолюцию, в которой говорилось, что «тов. Маленков порой был слепым орудием Берии». Также Маленкова обвинили в фабрикации «Ленинградского дела» и в возрождении правоуклонистских и бухаринских взглядов. Маленков вынужден был «признать свои ошибки».
Во вторую годовщину со дня смерти Сталина 5 марта 1955 года во всех центральных газетах СССР были опубликованы статьи и очерки о Сталине. Например, была опубликована статья Б. Кузмина «Иосиф Виссарионович Сталин — великий продолжатель дела Владимира Ильича Ленина». Во всех учреждениях проводились собрания, посвящённые этой теме. На всех зданиях были вывешены траурные флаги. К этой дате Институт Маркса—Энгельса—Ленина—Сталина при ЦК КПСС выпустил брошюры и книжечки, посвящённые Сталину.
22 апреля 1955 года в Москве, в Большом театре, прошло торжественное заседание, посвященное 85-й годовщине со дня рождения В. И. Ленина. На этом заседании выступил главный редактор газеты «Правда» Дмитрий Шепилов, который в своем выступлении упоминал и Сталина. Шепилов называл Сталина «великим продолжателем дела Ленина» и в докладе ссылался на доклады и труды не только Ленина, но и Сталина. В конце своего доклада Шепилов заявил, что «столбовой путь истории к коммунизму был проложен и возвещён Марксом, Энгельсом, Лениным, Сталиным». К 85-летию В. И. Ленина были переизданы «Краткая биография» вождя, а также сборник литературно — художественных произведений «О Ленине», где Сталин характеризовался как «гениальный продолжатель бессмертного дела великого Ленина».
1 мая 1955 года по всему Советскому Союзу прошли первомайские демонстрации. На них люди выходили с портретами Ленина и Сталина. На Красной площади в этот день также висели портреты Сталина.
8 мая 1955 года состоялось торжественное заседание советского правительства, посвящённое 10-летию Победы в Великой Отечественной войны. На этом заседании по-прежнему висел общий портрет Ленина и Сталина. Также к 10-летию Победы в Великой Отечественной войне была выпущена книга «Очерки истории Великой Отечественной войны», в которой Сталина называли «великим вождём», «главным организатором» и «вдохновителем Победы в войне над немецко-фашистскими захватчиками». Снова был переиздан сборник статей и речей И. В. Сталина «О Великой Отечественной войне Советского Союза». Тогда же почта Чехословакии выпустила серию памятных марок, посвящённых 10-летию победы во Второй мировой войне, на одной из которых был запечатлён величественный монумент Сталину в Праге.
В 1955 году снова вышли несколько пособий по истории СССР, в которых Сталин по-прежнему считался великим вождём и учителем. Например, в книгах «История СССР. Краткий курс» и «Справочник агитатора и пропагандиста» продолжал присутствовать культ личности Сталина. В книге «1905 год в Москве», посвящённой 50-летию Революции 1905 года, на разворотах перед главами приводились цитаты Ленина и Сталина. Но при этом славословие Сталину и его цитаты стали воспроизводиться в советской литературе и учебниках в 1953—1956 гг. уже в меньших масштабах, чем при его жизни.
Таким образом, Сталина продолжали почитать как великого вождя. В 1953—1956 годах продолжали публиковаться статьи и очерки о Сталине. В магазинах продолжали продаваться труды Сталина и наборы пластинок с его речами. На всех мероприятиях звучал гимн СССР, в тексте которого упоминались по одному разу Ленин и Сталин. По всей стране стояли памятники Сталину, города, улицы и предприятия по-прежнему носили его имя. На площадях различных городов страны, в интерьерах школ, учреждений, правлений заводов, колхозов, совхозов по-прежнему висели изображения и портреты Сталина. Сталин по-прежнему изображался на почтовых марках. В каталоге почтовых марок СССР 1955 года Сталин характеризовался как «великий продолжатель бессмертного дела Ленина». В 1955 г. Сталин снова был запечатлён на почтовой марке КНР вместе с Мао Цзэдуном, а почтовые ведомства ГДР, Польши и Румынии выпустили хорошо оформленные марки с изображением аллеи Сталина в Берлине, Дворца культуры и науки имени И. В. Сталина в Варшаве и Музея Ленина—Сталина в Бухаресте. Ответственность за «дело врачей» и «ленинградское дело» по-прежнему возлагалась на Берию и Абакумова. В газетах, книгах и учебниках продолжали печататься словосочетания «под знаменем Маркса—Энгельса—Ленина—Сталина вперёд к победе коммунизма!», «партия Ленина—Сталина» и др. словосочетания с упоминанием Сталина. О выдающейся роли Сталина говорилось во всех учебниках по истории СССР.
7 ноября 1955 года праздновалась 38-я годовщина Октябрьской революции. В этот день снова на торжества вывешивали портреты Сталина наравне с портретами Маркса, Энгельса и Ленина. За день до этого прошло торжественное заседание Моссовета, посвящённое годовщине Октября. На этом собрании висел общий портрет Ленина и Сталина. На заседании с докладом выступал Каганович. В этом докладе подчеркивалась роль Сталина в строительстве коммунизма. Свой доклад Каганович окончил фразой «Да здравствует великое коммунистическое знамя Маркса—Энгельса—Ленина—Сталина!» К 38-й годовщине Октября была выпущена марка, на которой был изображён Ленин, провозглашающий советскую власть, и стоящие позади него Сталин, Свердлов и Дзержинский. Это была последняя советская почтовая марка, изображавшая Сталина. Также к октябрьским праздникам 1955 года был переиздан сборник очерков по истории СССР «Наша великая Родина», в котором вновь прославлялся Сталин.
При этом в 1955 году продолжалась реабилитация видных политических деятелей. 6 июля 1955 года был реабилитирован венгерский революционер и участник-интернационалист Гражданской войны в России Бела Кун. 6 августа 1955 года был реабилитирован Ян Гамарник. 20 августа 1955 года был реабилитирован учёный-генетик Н. И. Вавилов. 22 ноября 1955 года Военная коллегия Верховного суда СССР реабилитировала членов Еврейского антифашистского комитета (ЕАК). Было заявлено, что дело ЕАК было сфальсифицировано Берией и Абакумовым.
14 ноября 1955 года Президиум ЦК КПСС принял решение об учреждении Ленинских премий.
7 декабря 1955 года было принято постановление Центрального Комитета КПСС о создании комиссии во главе с Д. Т. Шипиловым, на которую было возложено руководство работой по подготовке нового Государственного гимна СССР. В ходе двухэтапного конкурса были выбраны стихи, представленные С. В. Михалковым, М. Ф. Рыльским и М. В. Исаковским. Исходя из текстов, можно сделать вывод об идеях, одобренных Президиумом ЦК КПСС для отражения в гимне. М. Исаковский славит Ленинское знамя и прямые дороги к светлым годам коммунизма. С. Михалков — восхождение «солнца коммунизма!», прославление Ленина и его учения, а также употребляет фразу «Нас партия ведет» вместо одного вождя. М. Рыльский также пишет о «коммунистической заре», освещающей дорогу вперед, и тонко восхваляет прошлые шахтерские заслуги Первого секретаря ЦК КПСС Н. С. Хрущева и его новую программу подъема сельского хозяйства СССР.
21 декабря 1955 года праздновалась 76-я годовщина со дня рождения Сталина. Это была последняя годовщина со дня рождения Сталина, которая праздновалась официально. В этот день снова вручали сталинские премии. Во всех центральных газетах страны была опубликована фотография И. В. Сталина. На второй странице газет была опубликована статья «Жизнеутверждающая сила идей Маркса—Энгельса—Ленина—Сталина». В этот же день в газетах были опубликованы статьи о планах открытия Мемориального дома-музея Сталина на его Ближней даче в Кунцево. Планировалось открыть музей в третью годовщину смерти Сталина, 5 марта 1956 года.
В начале 1956 года Военное издательство Министерства обороны СССР выпустило объёмные «Избранные военные произведения» Ф. Энгельса. В предисловии к книге И. В. Сталин вновь был назван «гениальным учеником Ленина», а оба вождя характеризовались как «великие военные стратеги». Тогда же вышла книга А. И. Черепанова «Под Псковом и Нарвой», посвящённой рождению Красной армии, в которой Ленин и Сталин также характеризовались как «организаторы первых её побед».
10 января 1956 года Хрущёв дал согласие на открытие 5 марта этого же года мемориального дома-музея на Ближней даче в Кунцево.
21 января 1956 года во всех советских газетах был опубликован текст доклада первого секретаря ЦК Украины Кириченко. Этот доклад говорил о готовности Украины «достойно встретить XX съезд КПСС». В конце доклада говорилось о том, что «великое учение Маркса-Энгельса-Ленина-Сталина» непобедимо.
Таким образом, культ личности Сталина (правда, в несколько меньших масштабах, чем в годы его правления) продолжал существовать в 1953—1956 годах. На первомайских и ноябрьских демонстрациях продолжали вывешивать огромные портреты и полотнища с изображениями Ленина и Сталина. Продолжали вручаться сталинские премии. Пионеры, комсомольцы и вступающие в партию обещали и клялись «быть верными делу Ленина и Сталина». В учебниках по истории СССР Сталина по-прежнему называли «великим вождём и учителем, продолжателем дела Ленина». На политзанятиях продолжали изучать труды Сталина. В своих речах ораторы постоянно упоминали Сталина и продолжали цитировать его высказывания. Сталин продолжал занимать своё почётное место в пантеоне наиболее почитаемых вождей правящей партии и страны.
По всему Советскому Союзу проходило увековечивание памяти И. В. Сталина. Институт Маркса—Энгельса—Ленина при ЦК КПСС был переименован в Институт Маркса—Энгельса—Ленина—Сталина. Продолжали устанавливаться новые памятники Сталину. В сентябре 1953 года Хрущёв подписал постановление ЦК КПСС «О Музее Сталина», которое предусматривало постройку Центрального музея И. В. Сталина в Москве. Рассматривались различные идеи увековечивания памяти Сталина. Предлагалось переименовать Всесоюзный Ленинский Комсомол (ВЛКСМ) во Всесоюзный Ленинско-Сталинский Комсомол (ВЛСКСМ). Всесоюзную пионерскую организацию имени В. И. Ленина планировали переименовать во Всесоюзную пионерскую организацию имени В. И. Ленина и И. В. Сталина. Всерьёз рассматривалась идея построить на юго-западе Москвы новый район с названием «Памяти товарища Сталина», где планировалось разместить его музей, выставку достижений науки и техники, самый крупный в стране спортивный центр и другие объекты. Также в этом районе хотели построить Центральный музей Маркса—Энгельса—Ленина—Сталина. Создать район планировалось к 21 декабря 1959 года — дню 80-летия вождя. Однако все эти идеи так и не были реализованы.

## Второй этап хрущёвской оттепели. Начало десталинизации в 1956—1961 годах
31 декабря 1955 года была создана закрытая комиссия П. Н. Поспелова по реабилитации жертв политических репрессий.
В январе 1956 года в личной беседе с К. Е. Ворошиловым и албанским лидером Энвером Ходжа Хрущёв впервые открыто негативно высказался о Сталине, обвинив его в массовых репрессиях против партийных кадров, а также указал на ошибки Сталина в период строительства социализма в СССР. Это вызвало отрицательную реакцию со стороны албанского руководителя.
30 января 1956 года Президиум ЦК КПСС по предложению Хрущёва принял решение о создании и командировании в лагеря партийных комиссий, наделённых от Президиума Верховного Совета полномочиями принимать решения об освобождении политзаключённых.
8 февраля 1956 года комиссия Поспелова предоставила Президиуму ЦК КПСС отчёт о политических репрессиях сталинского периода правления. 9 февраля этот доклад был заслушан на заседании Президиума ЦК КПСС. Сразу же развернулись дискуссии о том, как оценивать Сталина на предстоящем съезде партии. Молотов, Ворошилов и Каганович выступили против зачитывания доклада на съезде КПСС. В частности, Молотов заявил, что Сталина нужно оценивать как великого вождя. За доклад выступили Хрущёв, Аристов, Шепилов и Микоян. Колебался Маленков.
13 февраля вновь состоялось заседание Президиума ЦК КПСС, на котором Хрущёв продавил своё решение о зачитывание доклада «О культе личности и его последствиях».
18—19 февраля Хрущёв надиктовал стенографисткам свой доклад «О культе личности и его последствиях». За его основу был взят доклад комиссии Поспелова. Однако большая часть доклада была написана и надиктована лично Хрущёвым.
В феврале 1956 года состоялся XX съезд КПСС, открывшийся 14 февраля 1956 года. Открытие XX съезда КПСС не предвещало никакой критики в адрес Сталина. Например, за день до открытия Съезда главная газета Белорусской ССР «Советская Белоруссия» писала:
В Москве под великим знаменем Маркса—Энгельса—Ленина—Сталина открывается XX съезд Коммунистической партии Советского союза (КПСС) — партии Ленина—Сталина!
При открытии съезда Хрущёв заявил, что «вскоре после XIX съезда партии смерть вырвала из наших рядов великого продолжателя дела Ленина — Иосифа Виссарионовича Сталина, под руководством которого партия на протяжении трёх десятилетий осуществляла ленинские заветы. Враги социализма рассчитывали на возможность растерянности в рядах партии, раздоров в её руководстве, колебаний в проведении её внутренней и внешней политики. Однако эти расчеты провалились. Коммунистическая партия ещё теснее сплотилась вокруг своего Центрального Комитета, ещё выше подняла всепобеждающее знамя марксизма-ленинизма». Также Хрущёв заявил, что за период между съездами «мы потеряли виднейших деятелей коммунистического движения: Иосифа Виссарионовича Сталина, Клемента Готвальда и Кюици Токуда. Прошу почтить их память вставанием». В официальной повестке съезда не было ни слова о докладе Хрущёва по культу личности Сталина. В Отчётном докладе ЦК говорилось о культе личности, на который была возложена ответственность не за репрессии, а за отдельные серьёзные упущения в работе. Однако это была критика культа личности без указания самой личности.
16 февраля на съезде выступил А. И. Микоян. В ходе своего выступления он заявил о процветании культа личности в последние 20 лет, о нарушении принципов коллективного руководства. Также Микоян заявил, что «Краткий курс истории ВКП(б)» не отражает историю после Великой Отечественной войны. Кроме того, в докладе Микояна были впервые за 18 лет упомянуты имена Владимира Антонова-Овсеенко и Станислава Косиора, до того однозначно рассматривавшихся в качестве «врагов народа». Таким образом, Микоян косвенно подверг критике Сталина. Однако это была критика культа без указания личности. Имя Сталина упоминалось в выступлении Микояна один раз — причём впервые в негативном контексте (был назван ошибочным один из сталинских тезисов в его работе «Экономические проблемы социализма в СССР»). Делегаты съезда за это подвергли критике выступление Микояна.
В течение работы съезда выступающие критиковали культ личности, однако это не касалось Сталина. Выступающие говорили о верности «идеям Маркса—Энгельса—Ленина—Сталина» и «партии Ленина—Сталина».
24 февраля съезд завершил свою основную работу. По всему СССР по-прежнему висели портреты Сталина, по-прежнему люди, вступая в пионеры, в комсомол или партию, клялись и обещали «быть верными делу Ленина и Сталина». На проходившей в те же дни в ГДР 3-й конференции СЕПГ её делегатам вручали значки с портретами Маркса, Энгельса, Ленина и Сталина.
Однако в последний день съезда, 25 февраля 1956 года первый секретарь ЦК КПСС Н. С. Хрущёв выступил на утреннем закрытом заседании XX съезда КПСС с докладом «О культе личности и его последствиях», где он осудил практику массовых репрессий в СССР и датировал их начало 1934 годом, исключив тем самым из числа преступлений сталинского режима «раскулачивание», а также политические репрессии начала 1930-х гг. Политическое поведение Сталина противопоставлялось «правильной» большевистской политике, которая в целом признавалась правомерной и отвечающей ленинским идеологическим принципам. Вся тяжесть вины за развязывание политических репрессий возлагалась на И. В. Сталина, а также на руководство НКВД-МГБ в 1930-х — 1950-х годах в лице Г. Ягоды, Н. Ежова, Л. Берии и В. Абакумова. При этом Хрущёв стремился исключить свою причастность к сталинскому политическому террору, поэтому критика сталинизма была ограничена, достоверная информация о политических репрессиях была строго дозированной и преподносилась советскому обществу с санкции высшего партийно-государственного руководства. Начатое Хрущёвым с XX съезда разоблачение сталинизма не затрагивало сущности советской командно-административной системы, сводя все недостатки системы к культу личности Сталина. В конце доклада же говорилось, что несмотря на все недостатки, Сталин был выдающимся марксистом, ярым сторонником Ленина и противником троцкистов. По словам Хрущёва, Сталин имеет заслуги перед партией и международным коммунистическим движением. Также в докладе Хрущёва говорилось, что Сталин проводил репрессии и линию культа личности, так как думал, что это правильно для построения коммунизма. Кроме того, в докладе пока не затрагивалась роль ближайших соратников Сталина — К. Е. Ворошилова, А. И. Микояна, В. М. Молотова, Г. М. Маленкова, Л. М. Кагановича, М. А. Суслова в массовых репрессиях 1930-х — 1950-х годов. Наоборот, Хрущёв даже пытался показать Ворошилова, Микояна и Молотова «жертвами политики культа личности», так как в последние годы правления и жизни Сталин подозревал в них «англо-американских шпионов».
Закрытый доклад Хрущёва не был опубликован в печати. По требованию Хрущёва Президиум ЦК КПСС 5 марта 1956 года разрешил читать доклад только на закрытых партийных и комсомольских собраниях. В 1959 году закрытый доклад был отпечатан тиражом 1 млн экземпляров и стал распространяться среди членов партии по приказу Хрущёва. Однако широкого распространения доклад не получил, так как доклад распространяли не по всем членам партии, а выборочно. В 1961 году тоже была попытка распространить закрытый доклад среди рядовых членов партии. Однако она провалилась. Большинство экземпляров остались храниться в архивах ЦК КПСС, а уже в 1962 году Хрущёв запретил любое распространение закрытого доклада «О культе личности» среди членов партии, комсомольцев, беспартийных. Лишь в 1989 году, на пике Перестройки, доклад был опубликован.
Этот закрытый хрущёвский доклад «О культе личности и его последствиях» ознаменовал начало десталинизации в стране и в партийном руководстве. Уже 28 марта 1956 года Институт Маркса—Энгельса—Ленина—Сталина при ЦК КПСС был переименован в Институт марксизма-ленинизма при ЦК КПСС (ИМЛ). В этот же день в «Правде» вышла статья «Почему культ личности чужд духу марксизма-ленинизма?» Эта статья содержала в себе критику культа личности Сталина. Впервые в официальной советской печати критиковали Сталина. В статье говорилось, что Сталин был одним из выдающихся марксистов, сторонников Ленина. В статье отмечалось, что под руководством Сталина был разгромлен троцкизм, партия выполнила большинство ленинских заветов, были проведены социалистическая индустриализация и коллективизация, был разгромлен фашизм. В конце статьи говорилось, что в последние годы жизни Сталина сложился его культ личности, который приобрёл большие формы. В статье говорилось, что с культом личности были связаны необоснованные репрессии. В самом конце статьи писалось, что партия будет бороться с культом личности Сталина и исправлять его ошибки, но тут же писалось, что несмотря на всё это, заслуг у Сталина было намного больше, чем ошибок.
Критика культа личности Сталина вызвала беспорядки в Тбилиси, где были не согласны с критикой Сталина. Беспорядки были вызваны тем, что 5 марта 1956 года, в третью годовщину смерти Сталина, не были опубликованы статьи о Сталине. Также в этот день не был открыт дом-музей Сталина в Кунцево, как это ранее планировалось. Беспорядки были разогнаны воинскими частями.
Вскоре после XX съезда имя Сталина было удалено из торжественного обещания пионеров, из клятв комсомольцев и вступающих в партию.
19 апреля 1956 года был издан и опубликован указ Президиума Верховного Совета СССР об отмене постановления Президиума ЦИК СССР от 1 декабря 1934 года «О порядке ведения дел о подготовке или совершении террористических актов» и постановлений ЦИК СССР от 1 декабря 1934 года и от 14 сентября 1937 года «О внесении изменений в действующие уголовно-процессуальные кодексы союзных республик».
25 апреля 1956 года был издан и опубликован указ Президиума Верховного Совета СССР об отмене уголовной ответственности рабочих и служащих за самовольный уход с предприятий и из учреждений и за прогул без уважительной причины.
28 апреля 1956 года указом Президиума Верховного Совета СССР был снят режим спецпоселения с депортированных народов — чеченцев, ингушей, немцев и др.
1 мая 1956 года по всему Советскому Союзу прошли первомайские демонстрации. На Красной площади демонстранты пронесли двадцать портретов Сталина. Однако на зданиях в Москве и других городах висели портреты Ленина. Портреты Сталина в большинстве городов уже не вывешивались, хотя демонстранты приносили свои портреты Сталина.
24 июня 1956 года крупная советская газета в Белоруссии «Сталинская молодёжь» была переименована в «Знамя юности».
26 июня 1956 года Московский (автомобильный) Государственный завод имени Сталина (ЗИС) был переименован в завод имени И. А. Лихачёва.
30 июня 1956 года ЦК КПСС издал постановление «О преодолении культа личности и его последствий», в котором говорилось, что негативные стороны Сталина проявились лишь в последние годы его жизни. В постановлении говорилось, что Сталин был видным деятелем партии, несмотря на свои недостатки. Отмечалось, что культ личности, несмотря на свои негативные стороны, не увёл советское общество от построения коммунизма. 2 июля это постановление было опубликовано в печати.
Вплоть до 1988—1989 годов в СССР господствовала концепция «о двух Сталиных» — с одной стороны, верного марксиста-ленинца, а с другой, руководителя, допустившего неоправданные репрессии против членов партии, остающихся верными генеральной линии, а также против «честных советских граждан». До 1988 года в основном преобладала первая часть концепции (в этой части Сталин — это верный марксист-ленинец), хотя о второй части концепции также писали во всех учебных пособиях по истории СССР.
Уже 25 февраля 1956 года посмертно был реабилитирован Владимир Антонов-Овсеенко. 9 марта 1956 года был реабилитирован Василий Блюхер. 14 марта 1956 года были реабилитированы Андрей Бубнов, Станислав Косиор и маршал Александр Егоров. 31 января 1957 года Военной коллегией Верховного суда СССР были реабилитированы видные военачальники: Тухачевский, Уборевич, Корк, Фельдман, Примаков, Путна, Якир и Эйдеман. Однако реабилитация имела свои пределы. Вплоть до конца 1980-х гг. не были реабилитированы Зиновьев, Каменев, Бухарин и Рыков. Троцкий — до 2001 года.
6 ноября 1956 года состоялось заседание Моссовета, посвящённое 39-й годовщине Великого Октября. На этом заседании с докладом выступил М. А. Суслов, который заявил, что «Сталин был крупным организатором, крупным марксистом. Но культ личности Сталина породил серьёзные ошибки и факты нарушения социалистической законности, которые исправил и осудил XX съезд КПСС».
С 1956 года гимн СССР исполнялся без слов, так как в тексте упоминался Сталин. В народе исполнение мелодии гимна без текста назвали «Песней без слов».
9 января 1957 года указом Президиума Верховного Совета СССР произошла частичная реабилитация репрессированных народов; были восстановлены национальные автономии калмыков, чеченцев, ингушей, карачаевцев и балкарцев; этим народам было разрешено вернуться на свои исторические территории.

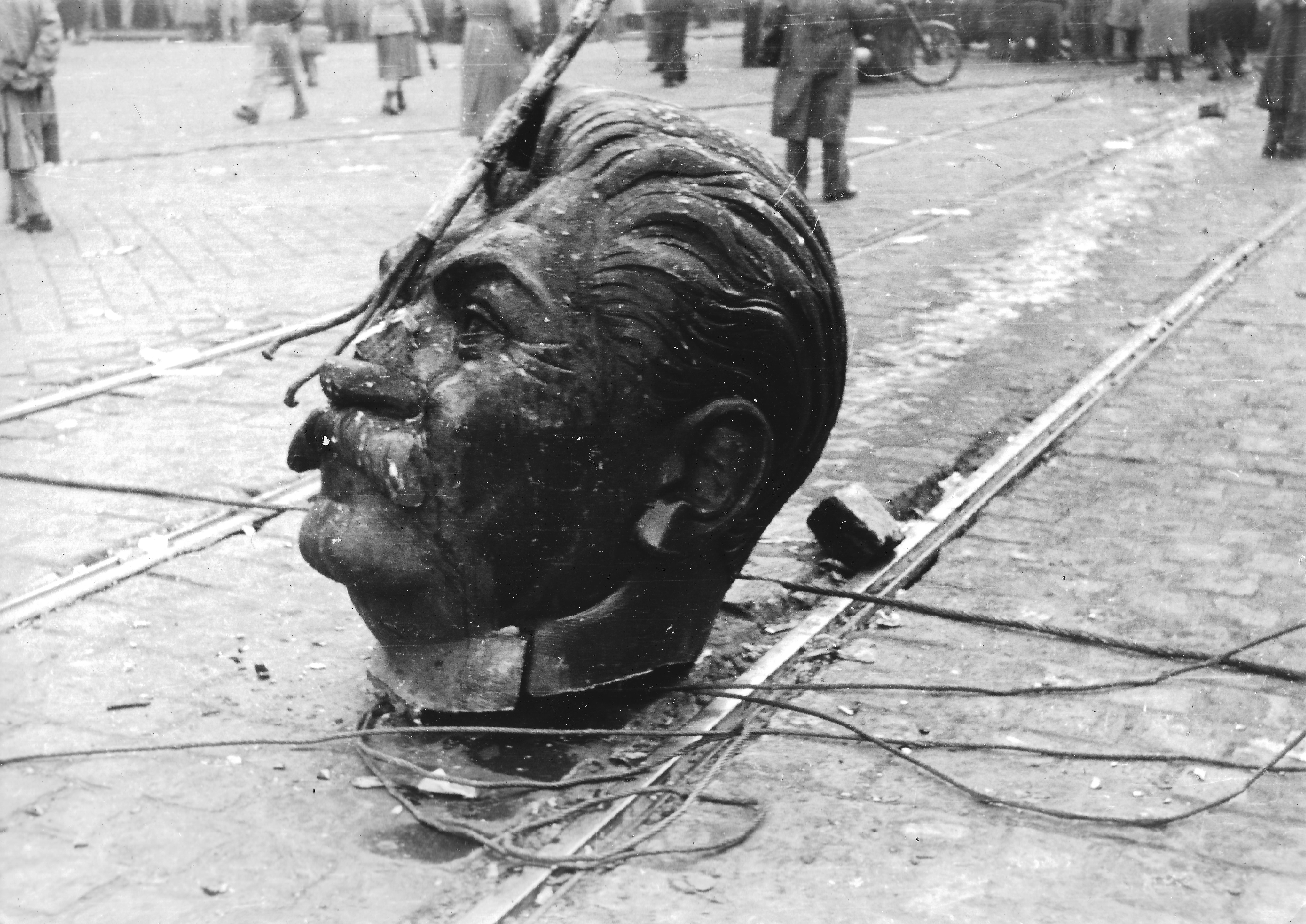
Голова разрушенной статуи Сталина. Венгерское восстание 1956 года.

Однако после антисталинского и антисоветского восстания в Венгрии и антикоммунистических выступлений в Польше осенью 1956 года советское руководство во главе с Н. С. Хрущёвым испугалось выхода ситуации из-под контроля и повторения подобных событий в самом СССР, и на рубеже 1956—1957 гг. «первая волна» десталинизации фактически сошла на нет. Сталину в 1957—1961 гг. как в выступлениях советских официальных лиц, так и в официальной партийной литературе и средствах массовой информации стала даваться взвешенная характеристика, в большей степени подчёркивались его заслуги перед КПСС и Советским государством.
На встрече нового 1957 года в Георгиевском зале Кремля Хрущёв провозгласил тост в честь Сталина, заявив, что с гордостью бы носил Сталинскую премию.
Во время приёма в китайском посольстве в честь Чжоу Эньлая 17 января 1957 года Н. С. Хрущёв заявил, что Сталин, несмотря на некоторые свои отклонения от законности, был великим коммунистом. По словам Хрущёва, каждый коммунист должен бороться за социализм, как Сталин.
18 февраля 1957 года Хрущёв, выступая в болгарском посольстве, заявил, что во время правления Сталина были некоторые извращения с его культом личности, но в целом, по словам Хрущёва, Сталин был выдающимся революционером и именно под его руководством партия, её ЦК, армия и народ разгромили фашизм.
19 мая 1957 года Хрущев выступил на приёме писателей, художников, скульпторов и композиторов. Хрущёв заявил, что с гордостью носил бы Сталинскую премию.
Указом от 11 сентября 1957 года Президиум Верховного Совета СССР запретил присвоение городам и заводам имен партийных деятелей при их жизни.
6 ноября 1957 года во Дворце спорта в Лужниках состоялось юбилейная сессия Верховного Совета СССР, посвящённая 40-летию Октябрьской революции. На этой сессии Хрущёв поднял тост за Сталина и заявил, что партия будет критиковать неправильные стороны деятельности Сталина, но в то же время, по словам Хрущёва, партия будет бороться с очернением Сталина. В ходе этого выступления Хрущёв назвал Сталина преданным марксистом-ленинцем и стойким революционером.
В мае-июне 1958 года в советских газетах были опубликованы статьи о Сталине, в которых заявлялось о том, что нельзя раздувать ошибки Сталина.
1 мая и 7 ноября 1958 года колонны трудящихся вновь несли портреты И. В. Сталина.
29 декабря 1958 года из УК РСФСР было изъято понятие «враг народа».
В феврале 1959 года состоялся XXI съезд КПСС, на котором Хрущёв провозгласил полную и окончательную победу социализма в СССР. В своём выступлении Хрущёв не подвергал Сталина критике, а даже наоборот хвалил его и называл его вдохновителем победы над троцкизмом. В своём Отчётном докладе съезду Хрущёв заявил: «Осуществляя политику индустриализации страны и коллективизации сельского хозяйства, наш народ под руководством партии и её Центрального Комитета, во главе которого долгие годы стоял И. В. Сталин, совершил глубочайшие преобразования».
22 апреля 1959 года в Москве состоялось торжественное заседание, посвящённое 89-й годовщине со дня рождения В. И. Ленина. На собрании с докладом выступил секретарь ЦК Л. И. Брежнев. В своём докладе он упомянул Сталина, сказав о нём только хорошее. «Под руководством Коммунистической партии и её Центрального Комитета во главе которого долгие годы стоял И. В. Сталин, советский народ успешно провёл социалистическую индустриализацию страны, коллективизацию сельского хозяйства и осуществил культурную революцию, решив тем самые большие задачи социалистического переустройства общества». Была подчеркнута «руководящая роль Сталина в разгроме классовых врагов страны и партии — троцкистов, зиновьевцев, бухаринцев и буржуазных националистов». О культе личности Сталина в докладе Брежнева не упоминалось.
21 декабря 1959 года в «Правде» была опубликована редакционная статья «Стойкий революционер. К 80-летию со дня рождения И. В. Сталина». В статье говорилось, что Сталин был выдающимся коммунистом и марксистом-ленинцем. Дальше писалось, что под руководством Сталина партия разгромила троцкистcко-зиновьевский и бухаринский блок агентов империализма. Лишь в конце статьи говорилось, что в последние годы жизни Сталина наметились нарушения и беззакония, связанные с его культом личности.
Таким образом десталинизация, начавшаяся в феврале 1956 года, уже через несколько месяцев после закрытого доклада Хрущёва сошла на нет. В период с 1956 по 1961 год про Сталина говорилось, что он выдающийся революционер и руководитель Советского Союза, который лишь в конце своей жизни стал допускать крупные ошибки и беззакония. Труды Сталина продолжали выпускать, хотя их стало намного меньше. В партийной, научно-исторической и учебной литературе периодически цитировали Сталина, а в изданиях, посвящённых жизни и деятельности В. И. Ленина и Октябрьской революции продолжали печатать репродукции картин и фотоснимков, изображавших Ленина вместе со Сталиным. Например, в 1957 году вышел сборник «Воспоминания о Ленине», куда, помимо прочего, были включены и выдержки из «канонического» произведения И. В. Сталина — «О Ленине», а в 1958 году последний раз была выпущена его работа «Об основах ленинизма». В 40-м томе Второго издания Большой советской энциклопедии была напечатана объёмная статья, посвящённая Сталину (причём на развороте статьи была помещена большая вкладка с его портретом), в которой в большей степени подчёркивались его заслуги перед КПСС и Советским государством, а в конце статьи говорилось, что «враждебная буржуазная пропаганда» использует «лживый термин „сталинизм“ для очернения советского строя и марксистско-ленинской идеологии в целом». Также в вышедшей в 1959 году «Истории КПСС», несмотря на критику «культа личности и нарушения ленинских заветов», в целом Сталину давалась в большей степени положительная характеристика. В изданных в 1956-58 гг. собраниях избранных произведений С.М.Кирова, Г.К. Орджоникидзе,В.В.Куйбышева и А.С.Макаренко "товарищ Сталин" характеризовался и цитировался исключительно в положительном ключе (правда на порядок меньше, чем в изданиях этих же авторов, выпущенных в 1930-40-е гг.) А в выпущенных в 1961 г. «Воспоминаниях о Ленине» Н. К. Крупской Сталин характеризовался как один из ближайших соратников Ленина и организаторов Октябрьской Революции. В 1956—1957 годах лучшим ученикам школ и классов выдавали сертификаты, а передовикам производства — почётные грамоты, на которых были изображены Ленин и Сталин. На Красной площади висели плакаты с одним Лениным. Однако демонстранты продолжали носить портреты Сталина. В некоторых городах на центральных площадях по-прежнему вывешивали портреты Ленина и Сталина. Например, в Кирове, на Театральной площади (центральная площадь Кирова) 1 мая и 7 ноября 1956, 1957, 1958, 1959, 1960 и 1961 годов продолжали висеть портреты Ленина и Сталина. В кино Сталина стали показывать намного реже. Однако в 1957, в 1958 и 1960 годах были сняты фильмы, где был показан Сталин. В 1957 году был снят фильм «Правда», в 1958 году сняли фильм «В дни Октября», а в 1960 году был снят фильм «Утро». Во всех этих фильмах Сталина показывали в положительном образе, верным сторонником Ленина и ярым противником троцкистов. Таким образом в кино Сталина продолжали показывать положительным человеком.
В Мавзолее продолжали находиться рядом саркофаги с телами Ленина и Сталина. Мавзолей по-прежнему назывался Мавзолеем В. И. Ленина и И. В. Сталина. В 1958 году на Мавзолее установили новую доску, на которой из камня была высечена надпись «Ленин-Сталин». Многие города, деревни, колхозы, районы, улицы, предприятия и площади продолжали носить имя Сталина. В 1958 году была выпущена почтовая марка с изображением центральной площади столицы Таджикской ССР — Сталинабада с указанием названия города, в 1957 году — серия значков в честь VI Всемирного фестиваля молодёжи и студентов с изображением достопримечательностей Сталинграда, а в 1961 году — памятный значок, посвящённый завершению строительства Сталинградской ГЭС с одноимённым названием электростанции.
В мае 1961 года, выступая в Ереване и Тбилиси по поводу 40-летия установления Советской власти в Закавказье, Хрущёв с уважением отметил положительную роль Сталина в руководстве революционной борьбой в Закавказье.
В пропагандистском фильме «Наш Никита Сергеевич», посвящённом жизни и деятельности Н. С. Хрущёва и вышедшем на экраны в 1961 г., в целом Сталин, несмотря на напоминания про «культ личности», упоминался с положительной стороны.
21 июня 1961 года прошло собрание представителей общественности Москвы, посвящённое 20-летию начала Великой Отечественной войны. На этом собрании Хрущёв отметил заслуги Сталина во время войны.

## Третий этап хрущёвской оттепели. Пик десталинизации в 1961—1964 годах
Ничего не предвещало поворота Хрущёва к новому пику десталинизации. 1 мая 1961 года на Красной площади в Москве демонстранты последний раз пронесли двадцать портретов Сталина. В этот же день на приёме в Кремле Хрущёв неожиданно атаковал Сталина, назвав его правление «царством топора».
В октябре 1961 года состоялся XXII съезд КПСС, на котором была принята новая программа партии, предусматривавшая построение коммунизма к 1980 году. Одновременно с этим снова началось обсуждение культа личности Сталина. Утром 26 октября 1961 года на XXII съезде КПСС выступил глава КГБ А. Н. Шелепин, который в своём выступлении обвинил Сталина, Молотова, Маленкова, Кагановича и частично Ворошилова, Жданова, Булганина и Вышинского в совершении массовых репрессий по отношению к членам партии. В ходе съезда значительная часть выступающих в разной форме критиковала «культ личности Сталина и его вредные последствия», а также осуждала «антипартийную группу Молотова-Маленкова-Кагановича и примкнувших к ним Шепилова, Булганина и Ворошилова». 30 октября 1961 года первый секретарь Ленинградского обкома КПСС И. В. Спиридонов, ссылаясь на решение работников Кировского завода, внёс предложение о выносе тела Сталина из Мавзолея. Съезд единогласно принял резолюцию о выносе тела Сталина из Мавзолея. В резолюции указывалось, что «тов. Сталин имел заслуги перед партией, народом и мировым коммунистическим движением до 1934 года и частично после, однако массовые репрессии против честных советских людей делают невозможным оставление саркофага Сталина рядом с гробом Великого Ленина». На следующий день эта резолюция была опубликована в «Правде».
В ночь с 31 октября на 1 ноября 1961 года тело Сталина было вынесено из Мавзолея и перезахоронено у Кремлёвской стены. После того, как могилу зарыли, сверху положили белую мраморную плиту с надписью: «СТАЛИН ИОСИФ ВИССАРИОНОВИЧ 1879—1953 гг.» Надпись на фронтоне Мавзолея «Ленин-Сталин» удалили, оставив лишь одно имя — Ленин.
После выноса тела Сталина из Мавзолея в короткие сроки была проведена хрущёвская кампания по очищению от наследия Сталина в общественной сфере. В процессе десталинизации все населённые пункты, улицы и площади, предприятия и колхозы, которые носили имя Сталина, были повсеместно переименованы. 11 ноября 1961 года Сталинабад, столица Таджикской ССР, получил прежнее название Душанбе. Сталинири, столице Юго-Осетинской АО, было возвращено историческое название Цхинвали. 9 ноября 1961 года Сталино (ранее Юзовка) переименовали в Донецк. 5 ноября 1961 года Сталинск (старейший город Кузнецк) был переименован в Новокузнецк. В 1960 году в верхней части вестибюля станции «Сталинская» был снят огромный круглый барельеф с изображением Сталина. Сама станция метро «Сталинская» в Москве была переименована в «Семёновскую» (30 ноября 1961 года). 30 октября 1961 года Военная академия имени Сталина была переименована в Военную академию имени Ленина. 3 ноября Сталинский район Москвы был переименован в Первомайский. 5 ноября в 15 городах РСФСР были переименованы Сталинские районы. 11 ноября 1961 года Сталинград был переименован в Волгоград. В Болгарии городу Сталин было возвращено название Варна, в Польше Сталиногруд вновь стал Катовице, в Румынии городу Сталин вернули название Брашов и т. д. Даже Сталинградскую битву стали именовать «битвой на Волге». В выпущенной же в 1963—1965 годах многотомной «Истории Великой Отечественной войны» имя Сталина упоминалось нечасто и в основном в негативном контексте. В 1963 году вышла книга-сборник воспоминаний участников Гражданской войны (значительная часть которых была репрессирована в 1935—1940 годах) «Этапы большого пути», в которой критиковался сталинский тезис об обороне Царицына в 1918—1919 годах как об одном из ключевых событий Гражданской войны и ставились под сомнения утверждения «сталинских маршалов» К. Е. Ворошилова и С. М. Будённого о Первой Конной армии как главной ударной силе Гражданской войны. А в изданном в 1962 году сборнике «Советская историческая наука от XX к XXII съезду КПСС» Сталину давалась исключительно негативная характеристика.
В тот же период также почти со 100 % охватом были демонтированы в СССР памятники и монументальные изображения Сталина — от исполинских, высотой в 24 м (на берегу Волги при входе в Волго-Донской канал), до его изображений в интерьерах, например, в Московском метрополитене.
Равным образом с карты СССР были стёрты имена ближайших соратников Сталина, объявленных в 1957 году членами «антипартийной группы»: городу Молотову в 1957 году было возвращено наименование Пермь, в этом же году Молотовску — Нолинск, Московский метрополитен, носивший с открытия в 1935 году имя Кагановича, ещё в 1955 году (то есть до разоблачения т. н. «антипартийной группы») был переименован в честь В. И. Ленина.
В 1961—1962 годах на стенах московском метро по ночам переделывались мозаичные картины. Эта переделка делалась для того чтобы удалить изображения Сталина. В вестибюле станции «Арбатская» огромный мозаичный портрет Сталина был замазан толстым слоем извёстки и белой краски.
В ноябре 1961 года Сталинские премии были окончательно заменены Ленинскими и Государственными премиями.
В 1962 году были переименованы паровозы ИС (Иосиф Сталин) в ФДп (Феликс Дзержинский). В этом же году имя Сталина было убрано из названия Московского университета стали.
21 октября 1962 года в «Правде» было опубликовано антисталинское стихотворение поэта Евгения Евтушенко «Наследники Сталина» (причём в нём содержалась критика и тогдашнего албанского сталинистского руководства), а 18 ноября этого же года с личного разрешения Хрущёва в журнале «Новый мир» № 11 была опубликована повесть А. И. Солженицына «Один день Ивана Денисовича», повествующая об одном дне из жизни заключенного ГУЛАГа времён Сталина. Тогда же, в конце 1962 года журнал «Крокодил» опубликовал карикатуры на Сталина и Энвера Ходжу.
К 1963 году в СССР стёрли почти все упоминания о Сталине. Портреты и бюсты Сталина убрали в музеи. В Третьяковской галерее осталось висеть всего два портрета Сталина. Почти все памятники Сталину были демонтированы. Остался лишь памятник Сталину в Гори, где он родился. Там же остался и его дом-музей. Также в Грузии Хрущёв разрешил крупному колхозу оставить имя Сталина. В этом колхозе в 1963 году продолжали висеть в кабинетах и на демонстрациях портреты Сталина рядом с портретами Ленина. Сохранился памятник Сталину и в Средней Азии. Однако в основной части СССР любые упоминания о Сталине убрали.
После этого десталинизация снова начала спадать. В 1961—1964 годах во всех учебниках истории писалось, что Сталин допустил массовые беззакония и репрессии, но несмотря на это, писалось в учебниках, Сталин был выдающимся революционером. Подчеркивалось, что надо бороться с очернителями Сталина. 7—8 марта 1963 года Хрущёв провёл очередную встречу с представителями творческой интеллигенции. В ходе этой встречи Хрущёв снова вернулся к оценке правления Сталина. В своём выступлении Хрущёв сказал, что Сталин в последние годы страдал манией преследования и глубокой подозрительностью. Однако тут же Хрущёв сказал, что несмотря на это Сталин имеет большие заслуги перед революцией и страной. В своём выступлении Хрущев напомнил о положительной роли Сталина в проведении курса на индустриализацию и коллективизацию. Хрущёв привёл отрывки из переписки Сталина с Шолоховым, из которых следовало, что Сталин пресекал репрессии на местах, когда узнавал о них, и оказывал помощь колхозникам, как только узнавал об их бедственном положении.
19 июля 1963 года Хрущёв выступил на митинге советско-венгерской дружбы. В своем выступлении он назвал правление Сталина «царством топора и террора».
22 апреля 1964 года в Москве прошло торжественное заседание, посвящённое 94-летию со дня рождения Ленина. На нём выступал Ю. В. Андропов, который в своём докладе затронул тему Сталина. Андропов отметил «заслуги Сталина в борьбе с троцкистами и правыми оппортунистами». Однако дальше пошла критика Сталина: Андропов заявил, что «Сталин в ряде важных вопросов отходил от ленинского представления об идеалах социализма». В речи Андропова было сказано о «пренебрежительном отношении Сталина к насущным запросам масс» и о «имевших место бюрократических методах строительства нового общества». Культ личности Сталина был назван «мелкобуржуазной идеологией, искажающей и извращающей ленинские идеалы социализма». Была подчёркнута «огромная роль революционера-ленинца товарища Н. С. Хрущёва, под руководством которого была проведена ликвидация тяжёлых последствий культа личности Сталина».
29 августа 1964 года были реабилитированы немцы Поволжья.
После отставки Хрущёва первая волна десталинизации ещё некоторое время продолжалась по инерции. Из фильмов «Ленин в Октябре», «Ленин в 1918 году» и других фильмов, где был изображён Сталин, вырезали его образ. Полностью прекратилось переиздание трудов Сталина. Из продажи и экспонированных коллекций были изъяты марки и значки с портретом Сталина. Перестали показывать фильм «Падение Берлина», где Сталин изображался главным организатором Победы над фашистской Германией. На первомайские и ноябрьские демонстрации после 1961 года перестали выносить портреты Сталина. В газетах и в литературно-публицистических текстах стали упоминать имя Сталина намного реже, даже в негативном контексте, а к началу 1965 года любые упоминания, даже исторически оправданные, были полностью прекращены (осторожно возобновлены через несколько лет, в начале 70-х). Лишь в Закавказье и в отдельных мелких населённых пунктах в отдалённых концах Советского Союза продолжали выносить портреты Сталина на демонстрациях. В советско-китайских и в советско-албанских отношениях произошёл раскол, так как в Китае и в Албании продолжали почитать Сталина как «великого вождя». После 1961 года фактически независимую от СССР идеологическую политику стали проводить КНДР (хотя в отличие от НРА и КНР до раскола и разрыва отношений не дошло, из-за полной зависимости Северной Кореи от советской экономической поддержки) и Румыния. Так, румынский вождь Николае Чаушеску, в полемике с лидером коммунистической Болгарии Тодором Живковым (являвшимся сторонником Хрущева и всецело поддержавшим процесс десталинизации) указывал на огромные заслуги Сталина в деле построения социализма в СССР, разгрома фашизма и создания мирового социалистического лагеря. А Ким Ир Сен прямо и открыто критиковал советское руководство, называя, в частности, Н. С. Хрущёва, «мозгом ревизионизма» и «очернителем Генералиссимуса Сталина».

### Нерешительность Хрущёва
Сведения о сталинских репрессиях, представленные Хрущёвым XX съезду, были далеко не полными. Некоторые старые коммунисты, прошедшие ГУЛАГ, такие как А. В. Снегов и О. Г. Шатуновская, убеждали Хрущёва довести десталинизацию до логического конца, опубликовать документы из личного архива Сталина и провести расследование в отношении исполнителей репрессий. В противном случае, по их мнению, будет сохраняться опасность реванша сталинистов, засевших в высших эшелонах власти. Однако Хрущёв отверг эти предложения и доводы, опасаясь, что «сведение счётов вызовет новую волну насилия и ненависти». Вместо этого он предложил отложить публикацию архивных документов, изобличающих Сталина, на 15 лет.

## Период правления Брежнева, Андропова и Черненко
Во второй половине 1960-х годов политика «оттепели» была прекращена, и десталинизация стала делом отдельных людей — представителей интеллигенции, диссидентов. Первым секретарём ЦК КПСС был избран Л. И. Брежнев.
Во времена правления Брежнева проявлялись тенденции, направленные на частичную или косвенную реабилитацию Сталина, что вызвало протесты части советской интеллигенции. В частности, 14 февраля 1966 года 25 деятелей науки, литературы и искусства СССР подписали письмо в адрес первого секретаря ЦК КПСС Л. И. Брежнева о недопустимости «частичной или косвенной реабилитации Сталина» и о необходимости предания гласности «поистине страшных фактов» о совершённых им преступлениях.
В то же время дальнейшая десталинизация советского общества также стала невозможной после событий 1968 года в Чехословакии, так как она таила в себе опасность для социалистического строя.
Ещё в ходе октябрьского (1964) Пленума ЦК КПСС, в ходе которого был освобождён от занимаемой должности Н. С. Хрущёв, ряд выступающих поставил ему в вину в том числе и «чрезмерную» критику И. В. Сталина.
Сразу же после свержения Хрущёва в беседе с Ю. В. Андроповым лидер ПНР В. Гомулка, комментируя отставку Хрущёва, заявил, что ему не понравилось то, в какой форме вопрос о Сталине был снова поднят на XXII съезде КПСС, а также публикации на лагерную тематику в советских печатных изданиях, так как это усилило антисоветские и антирусские настроения в Польше. Также Гомулка отрицательно отнёсся к идее переименования Сталинграда. В то же время из партийно-государственных органов Польши были исключены ортодоксальные сталинисты, создавшие впоследствии подпольную Коммунистическую партию Польши. Партия преследовалась польскими органами госбезопасности.
7 ноября 1964 года Брежнев выступил с докладом, посвящённом 47-й годовщине Великого Октября. В этом докладе не было упоминаний о культе личности Сталина. В конце 1964 года в серии ЖЗЛ была выпущена биография С. М. Кирова, в которой имя Сталина вообще не упоминалось. Таким образом, всем стало ясно, что новое руководство будет давать более взвешенную оценку Сталину.
В конце 1964 года видный партийный деятель А. Н. Шелепин предложил вернуться к сталинской политике, включая применение репрессий.
С начала 1965 года начался постепенный курс на свёртывание критики культа личности. В «Правде» появилась статья видного историка В. Г. Трухановского, в которой говорилось, что положение о «культе личности» является антиисторическим понятием. В печати перестали упоминать понятие «культ личности Сталина». Первая волна десталинизации, сошедшая на нет, окончательно завершилась. 8 мая 1965 года Л. И. Брежнев упомянул Сталина один раз в своём выступлении, посвящённом 20-летию Победы в Великой Отечественной войне, что вызвало «бурные продолжительные аплодисменты» со стороны присутствующих. Были опубликованы мемуары маршалов и генералов: Г. К. Жукова, К. К. Рокоссовского, И. С. Конева, К. А. Мерецкова, С. М. Штеменко, К. Е. Ворошилова. В этих мемуарах о роли Сталина в качестве Верховного Главнокомандующего писали положительно, а Ворошилов с теплотой описал свою первую встречу со Сталиным. В марте-апреле 1966 года состоялся XXIII съезд КПСС, на котором глава московских коммунистов Н. К. Егорычев заявил, что нас всё время пугали «мнимыми ужасами сталинизма». Егорычев предложил вернуть доброе имя Сталину. Весь зал встретил это заявление бурными аплодисментами. В ноябре 1966 года Брежнев, выступая в Грузии, назвал семь грузинских революционеров. Иосиф Сталин был также назван в общем ряду по алфавиту. Однако после письма интеллигенции в 1966 году курс на реабилитацию Сталина стал сворачиваться. В 1967 году праздновалось 50-летие Великого Октября. В докладе, посвящённом этому событию, о Сталине не было ни слова.
В то же время в первые годы правления Брежнева проходила постепенная реабилитация репрессированных народов. 8-18 октября 1966 года в Андижане, Фергане, Ташкенте, Чирчике, Самарканде, Коканде, Янгикургане, Учкудуке прошли митинги крымских татар в связи с 45-летием создания Крымской АССР. Митинг был разогнан милицией и армией. 5 сентября 1967 года был издан Указ Президиума Верховного Совета СССР об отмене решений 1944 года, «содержащих огульные обвинения в отношении граждан татарской национальности, проживающих в Крыму», поручивший оказывать помощь и содействие районам с татарским населением. 24—26 июля 1968 года у Дома правительства в Тбилиси прошёл митинг 7 тысяч турок-месхетинцев с требованием возвращения в родные места. Это требование власти не выполнили, а затем и проигнорировали. После этого реабилитация прекратилась.
При этом в первые годы правления Л. И. Брежнева ещё выходили книги и статьи, в которых осуждались культ личности И. В. Сталина и практика массовых репрессий («необоснованных нарушений социалистической законности»). Так, в 1965 г. в журнале «Советская юстиция» появилась статья, осуждающая А. Я. Вышинского и его теорию отрицания презумпции невиновности. В статье указывалось, что отрицание бывшим Прокурором СССР теории презумпции невиновности привело к массовым репрессиям в период культа личности Сталина. В том же году, в однотомной «Истории Великой Отечественной войны» была дана негативная оценка сталинским репрессиям в Красной Армии в предвоенный период, указывалось, что истребление Сталиным советских военачальников в 1930-е годы привело к тяжёлым поражениям в первые годы войны. В 1966 году была напечатана поэма калмыцкого поэта К. Эрендженова «Старый тополь» о депортации калмыков в 1943 году, где, в частности, в негативном контексте упоминалось и о Сталине. Тогда же вышли биографические очерки жизни и деятельности В. К. Блюхера и В. Р. Менжинского (последняя — в серии ЖЗЛ), где также говорилось о массовых репрессиях и беззакониях в период «культа личности Сталина». Последний раз критика Сталина прозвучала в книге Е. В. Яковлева «Портрет и время», изданной в 1979 г. и посвящённой жизни и деятельности В. И. Ленина. Правда, здесь упоминались не массовые репрессии 1930-х — 1950-х годов, а конфликт Ленина и Сталина в 1923 году из-за оскорбления, нанесённого последним Н. К. Крупской (примечательно, что Е. Яковлев симпатизировал диссидентам-шестидесятникам).
С 1964 по 1969 годы почта СССР ежегодно выпускала марки, посвящённые советским военным и партийным деятелям, репрессированным в 1930-е годы — Я. Б. Гамарнику, И. Э Якиру, Г. Д. Гаю, П. П. Постышеву, А. И. Икрамову, П. Е. Дыбенко, С. Косиору, Ю. Стеклову. Однако по мере усиления в СССР после 1970 года неосталинистских тенденций советское почтовое ведомство посвящало в основном почтовые миниатюры тем партийным и военным деятелям, которые либо погибли в годы революции и Гражданской войны, либо не пострадали от репрессий и умерли своей смертью. Это же можно сказать и о сериях книг «Пламенные революционеры», «Герои Советской Родины» (выпуски 1968—1985 годов), а также ЖЗЛ. Например, в переизданных в 1967 и 1975 гг. биографиях С. Орджоникидзе и М. И. Калинина в серии «ЖЗЛ» были вычеркнуты упоминания о массовых репрессиях 1930-х гг. (в отличие от первых изданий 1963 г.)
Своеобразным «символом» прекращения критики Сталина и сталинизма и «сбалансированного отношения» к последним послужил выпущенный в 1967 году сборник статей по историографии исторической науки СССР, написанный коллективом авторов МГУ. В нём, хотя и упоминалось об «отступлениях от ленинских норм в период культа личности», в большей степени содержалась резкая критика «субъективизма и волюнтаризма» времён Н. С. Хрущёва. В период правления последнего, говорилось в книге, в советской историографии закрепился «враждебный» тезис о том, что с середины 1930-х до начала 1950-х советская историческая наука абсолютно не развивалась или же «топталась на месте» из-за «вредившего её развитию культа личности». «Огульная критика» сталинского периода, подчёркивали авторы сборника, идёт только на руки «врагам СССР и советского строя». В книге давалась негативная оценка сборника 1962 года «Советская историческая наука от XX от к ХXII съезду КПСС» за «чрезмерную критику» Сталина и сталинского периода, а также многотомной «Истории Великой Отечественной войны» за «выпячивание» ошибок Сталина.
В 1968—1969 годах были отредактированы фильмы 1940-х годов — «В 6 часов вечера после войны» и «Кубанские казаки». Из фильмов были убраны атрибуты культа личности Сталина. Другие фильмы сталинской эпохи, из которых имя Сталина было убрано ранее, продолжали демонстрироваться по телевидению без упоминания Сталина.
21 декабря 1969 года была опубликована в «Правде» статья «К 90-летию И. В. Сталина». О Сталине в статье говорилось нейтрально. В этой статье говорилось, что Сталин был видным деятелем партии, революционером и крупным теоретиком партии. Говорилось, что под руководством партии во главе со Сталиным был построен социализм. Подчёркивалось то, что Сталин руководил страной во время Великой Отечественной войны. Однако тут же говорилось, что Сталин допустил ряд теоретических ошибок и отступлений от ленинских норм. Подчеркивалось, что в последние годы Сталина были совершены перегибы и необоснованные репрессии. Вместе с тем, в 1969 году был также выпущен 5-томный сборник «Воспоминания о Ленине», куда повторно вошли выдержки из сталинского произведения «О Ленине».
22 апреля 1970 года в СССР было торжественно отмечено 100-летие со дня рождения В. И. Ленина. В юбилейном докладе Л. И. Брежнева «Дело Ленина живёт и побеждает» о Сталине и культе личности не было сказано ни слова. В изданной в честь Ленина многочисленной юбилейной литературе о Сталине в основном либо не упоминалось вообще, либо сообщалось в положительно-нейтральном контексте. Так, в вышедшей в 1970 году брошюре-цитатнике «Народы мира о Ленине», помимо прочих, были приведены и высказывания Сталина. Тогда же, в 1970 году, к 25-летию Победы, в журнале «Коммунист» появилась статья Г. К. Жукова, в которой прославленный маршал резко критиковал утверждения Н. С. Хрущёва о том, что в годы войны Сталин «руководил операциями по глобусу» и был «посредственностью» в военном деле. В том же году М. А. Шолохов в одном из выступлений заявил, что очернение Сталина, и особенно в военный период, «идёт только на руку враждебной буржуазной пропаганде».
25 июня 1970 года над могилой Сталина был поставлен памятник — бюст работы советского скульптора Н. В. Томского.
В 1972 году праздновалось 50-летие СССР. В докладе, посвящённом этому событию Сталин был упомянут всего 1 раз — в «нейтральном ключе» — при перечислении «соратников В. И. Ленина».
В 1975 году праздновалось 30-летие Победы в Великой Отечественной войне. К 9 мая 1975 года были переизданы мемуары маршалов и генералов Советского Союза, работавших со Сталиным во время войны. В этих мемуарах маршалы и генералы дали Сталину положительную характеристику. Тогда же, в честь 30-летия Победы, вышел научно-популярный очерк В. С. Рябова «Великий подвиг», в котором деятельность И. В. Сталина характеризовалась только с положительной стороны. В этом же году вышел двухтомный сборник мемуаров одного из лидеров французских коммунистов Жака Дюкло, в котором он давал также в целом положительную характеристику Сталину, называя его организатором победы над гитлеровским нацизмом и создателем мировой системы социализма. Также в 1975 году был издан сборник приказов Верховного главнокомандующего в годы Великой Отечественной войны, причём в этой книге впервые за 20 лет на вклейке перед первой страницей был помещён портрет И. В. Сталина. В том же году был издан сборник «Исторический опыт борьбы КПСС против троцкизма», в котором подчёркивалась выдающаяся роль Сталина в борьбе с троцкистской оппозицией в 1920-е годы, а о массовых репрессиях 1920-х — 1930-х гг. не было сказано ни слова. В изданном в этом же году в сборнике «В. И. Ленин о Москве», помимо прочих документов, была опубликована переписка Ленина со Сталиным и Молотовым.
В 1976 году в СССР было торжественно отмечено 95-летие со дня рождения одного из ближайших соратников Сталина и организаторов массовых репрессий в предвоенный период — К. Е. Ворошилова. К этой дате была выпущена почтовая марка, а в серии ЖЗЛ вышла его биография, в которой давалась высокая оценка деятельности Сталина, Ворошилова и Будённого в годы революции и Гражданской войны. Также в книге давалась негативная характеристика Л. Д. Троцкому и деятельности военных специалистов в ходе обороны Царицына в 1918—1919 годах. Последние объявлялись «агентурой буржуазии, белогвардейцев и империалистов». Таким образом, в книге был отчасти «воскрешён» сталинский тезис о «вредительской и предательской деятельности военспецев» в годы Гражданской войны.
27 мая 1977 года новый текст гимна СССР был официально утверждён Указом Президиума Верховного Совета СССР. Из нового текста убрали упоминание о Сталине. Этот гимн официально использовался до 1991 года. В том же году вышел сборник официальных речей и докладов Л. И. Брежнева (с 1965 по 1977 гг.) «Вопросы развития политической системы советского общества», приуроченный к 60-летнему юбилею Великого Октября, в ряде выступлений которого осуждался "«субъективизм и волюнтаризм в партийном руководстве» (хрущёвского периода), а Сталин, наоборот отмечался в положительно-нейтральном ключе — как один из соратников В. И. Ленина, видных революционеров и деятелей партии.
В 1978 году вышла знаменитая трилогия Л. И. Брежнева — «Малая земля», «Возрождение», «Целина». В этих произведениях давалась положительно-нейтральная характеристика Сталина и один раз в негативно-критическом контексте упоминался Н. С. Хрущёв. Воспоминания Брежнева ещё раз, таким образом, наглядно продемонстрировали усиление консервативно-неосталинистских тенденций в «позднебрежневский» период.
21 декабря 1979 года в «Правде» была опубликована статья «К 100-летию со дня рождения И. В. Сталина». В ней писалось то же самое, что и в статье, посвящённой 90-летию Сталина. Однако теперь подчёркивалось, что Сталин сплотил народ жёсткой дисциплиной, которая была нужна в 1930-е гг. в условиях капиталистического окружения. В целом статья была нейтрально-положительной по отношению к Сталину. В этом же году был выпущен каталог-справочник «Советский Союз на иностранных почтовых марках». Особенностью этого сборника было то, что в нём, помимо прочего, впервые с 1957 года была вновь поднята «сталинская» тематика в филателии и опубликовано множество изображений марок с портретом И. В. Сталина. Самому вождю в книге давалась исключительно положительная характеристика, и лишь в одной строке говорилось, что он «совершал теоретические и политические ошибки».
В кино Сталина по-прежнему показывали в положительном образе. Особенно часто его показывали в фильмах о Великой Отечественной войне, где Сталин изображался скромным, немногословным, неизменно мудрым и пекущимся о народном благе лидером. Наиболее «отличились» в положительном изображении Сталина и Молотова знаменитые киноэпопеи «Освобождение», «Семнадцать мгновений весны», «Государственная граница» и «Солдаты свободы». Таким образом, линия XX съезда на развенчание Сталина не только не сохранилась на практике, но о ней перестали упоминать и в партийных документах. При этом, в положительном образе также упоминались некоторые репрессированные при Сталине деятели, в основном, те, кто был репрессирован после 1934 года (арестованные и расстрелянные ранее, в основном, по-прежнему рассматривались в советской печати как «враги»), но в то же время факты их ареста или расстрела, а также даты их реабилитации, замалчивались. У некоторых расстрелянных в 1937—1938 годах ставились ложные даты смерти, которые были указаны в сфальсифицированных справках. Например, в 1978 году Воениздат выпустил сборник «Ян Гамарник. Воспоминания друзей и соратников», в который вошёл, в том числе, и очерк К. Е. Ворошилова «Товарищ в борьбе», написанный им в 1967 году. Ворошилов, называвший в 1937 г. Гамарника «предателем и трусом» и «троцкистско-фашистским агентом», теперь писал: «Вся сравнительно короткая жизнь Яна Борисовича Гамарника — это трудовой и ратный подвиг. От рядового коммуниста до крупного партийного руководителя — таков его путь… Он был настоящим большевиком-ленинцем. Таким он и останется в сердцах тех, кто знал его лично, в памяти всех трудящихся». А в упоминавшейся выше биографии К. Е. Ворошилова лишь вскользь было упомянуто, что в предвоенный период множество «талантливых командиров» было «уволено» из Красной Армии, что явилось одной из причин поражений и неудач в начальный период войны.
В ноябре 1982 года Брежнев скончался. Генеральным секретарём ЦК КПСС был избран Ю. В. Андропов. При Андропове началась новая политическая реабилитация Сталина. Из всех учебников и книг окончательно исчезла тема перегибов и ошибок Сталина. Усилилось давление на диссидентов. Начались переговоры о нормализации отношений с Китаем и Албанией, в которых Сталина продолжали почитать наравне с Марксом, Энгельсом и Лениным как «великого вождя» (кроме того, уже с конца 1982 года в официальной партийной печати и литературе была прекращена критика «пекинских маоистов»). В частности, в 1983 году в «Правде» появилась статья, дающая высокую оценку деятельности ГКО в годы Великой Отечественной войны во главе с И. В. Сталиным в организации победы над врагом. В вышедшей в 1983 г. биографии В. И. Ленина Сталин (несмотря на упоминание ленинского «Письма к съезду») характеризовался как непримиримый борец с троцкистской и правой оппозицией, подчёркивалось, что в социализм в СССР 1920-е — 1930-е гг. был построен в сложнейших условиях при происках «внешних врагов и внутренней контрреволюции». В выпущенной в 1983 г. объёмной красочной книге-фотоальбоме, посвящённой жизни и деятельности В. И. Ленина, впервые за последние 20 лет была вновь помещена репродукция знаменитого фото Ленина и Сталина в 1922 г. В каталоге почтовых марок СССР 1983 года при описании почтовых марок, посвящённых И. В. Сталину, он характеризовался как «один из руководящих деятелей КПСС и Советского государства». В том же году вышла книга Льва Колодного «Главный Кремль России», повествующая об истории Московского Кремля. В ней, помимо традиционной апологетики В. И. Ленина и его соратников, также неоднократно упоминался и И. В. Сталин, причём исключительно в положительно-нейтральном ключе. Примечательно, что в книге также перечислялись только имена тех деятелей Коммунистической партии и Советского государства, которые не пострадали от сталинских репрессий и были официально канонизированы советской пропагандой ещё в 1930-е — 1950-е гг.: Я. М. Свердлова, Ф. Э. Дзержинского, Г. К. Орджоникидзе, В. В. Куйбышева, М. И. Калинина, А. В. Луначарского, Демьяна Бедного, А. С. Щербакова. Также в 1982 году, к 65-летию Октябрьской революции, украинским советским художником А. Лопуховым была написана картина «Шаги истории», где впервые после 1957 г. рядом с выступающим Лениным был запечатлён Сталин.
В феврале 1984 года Андропов умер, генеральным секретарём ЦК КПСС был избран К. У. Черненко. При нём продолжилась политическая реабилитация Сталина. В частности, в КПСС был восстановлен Молотов. 5 июня 1984 года Черненко лично вручил ему партбилет. Летом 1984 года в ходе очередного заседания Политбюро ЦК КПСС министр обороны СССР Д. Ф. Устинов заявил: «Сталин, что бы там ни говорилось, — это наша история. Ни один враг не принёс столько бед, сколько принёс нам Хрущёв своей политикой в отношении прошлого нашей партии и государства, а также и в отношении Сталина». В ходе того же заседания Политбюро ЦК КПСС Д. Ф. Устинов, А. А. Громыко и Н. А. Тихонов выступили с инициативой восстановления в партии также Г. М. Маленкова и Л. М. Кагановича, исключённых вместе с Молотовым из КПСС в 1961 году. В то же время в 1984 году впервые в СССР была издана повесть Бориса Васильева «Завтра была война», в которой затрагивалась тема предвоенных репрессий начала 1940-х годов. К 9 мая 1985 года Черненко хотел полностью реабилитировать Сталина. Готовилось постановление ЦК КПСС «Об исправлении субъективного подхода и перегибов, имевших место во второй половине 1950 — начале 1960-х годов при оценке деятельности И. В. Сталина и его ближайших соратников». В частности, Черненко планировал к 40-летию Победы в Великой Отечественной войне вернуть городу-герою Волгограду наименование Сталинград (первым эту идею выдвинул Ю. В. Андропов ещё в конце 1960-х). Первичные документы по этому вопросу Черненко подписал лично. Однако полностью реабилитировать Сталина Черненко не успел. В марте 1985 года Черненко скончался.

## Перестройка
Перестройка второй половины 1980-х гг. рассматривается как продолжение десталинизации на высшем государственном уровне.
В марте 1985 года Генеральным секретарём ЦК КПСС стал Михаил Горбачёв. Он прекратил реабилитацию Сталина, не став переименовывать Волгоград в Сталинград. Но и новую волну десталинизации он не стал пока запускать.
Сначала ничего не предвещало второй волны десталинизации. В книгах про Сталина писали нейтрально-положительно. Во время торжественного доклада в честь 40-летия Победы в Великой Отечественной войне, Горбачёв вновь, как и Л. И. Брежнев за двадцать лет до того, положительно оценил роль «ГКО во главе с Иосифом Виссарионовичем Сталиным» в организации разгрома противника, что также вызвало продолжительные аплодисменты присутствующих. В кино Сталина показывали только в положительном образе. К 40-летию Победы в Великой Отечественной войне по телевидению показали документальный телефильм «Стратегия победы», в котором рассказывали про руководство Сталина страной во время войны. В фильме Сталина называли талантливым Верховным Главнокомандующим. В том же году показали художественный фильм «Битва за Москву». В этом фильме Сталин показывался в положительном образе. К 40-летию Победы была издана монография В. Я. Сиполса «На пути к великой Победе», в которой деятельность и фигуры И. В. Сталина, а также недавно «реабилитированного» В. М. Молотова накануне и в годы войны оценивались исключительно с положительной стороны.
8 февраля 1986 года Горбачёв дал интервью французской коммунистической газете «Юманите», в котором заявил, что «понятие сталинизм придумано противниками коммунизма для очернения Советского Союза и социализма в целом».
В период с 1985 по 1987 год официальная характеристика Сталина была такова: «Иосиф Виссарионович Сталин — видный деятель партии, убеждённый марксист-ленинец, боровшийся за претворение ленинских заветов и норм в жизнь… Однако постепенно сложился культ личности Сталина, который нанёс значительный ущерб строительству социализма в стране. Результатом культа личности стали необоснованные репрессии в отношении видных деятелей партии. XX съезд партии решительно осудил культ личности и полностью искоренил его последствия. Несмотря на все свои негативные стороны, культ личности не изменил природу социалистического общества, не увёл советское общество в сторону от построения коммунизма».
19 декабря 1986 года газета «Правда» опубликовала на второй странице небольшую статью «К 80-летию со дня рождения Л. И. Брежнева». В ней давалась в большей степени негативная оценка «эпохи застоя», указывалось на крупные недостатки, допущенные в 1970-е и в начале 1980-х гг. в области экономики и управления народным хозяйством. Именно во времена Брежнева, говорилось в статье, в партии «распространились настроения самодовольства, вседозволенности, стремление приукрасить действительное положение дел, возникли многие отрицательные явления социального и духовно-нравственного порядка, снизилась требовательность к кадрам, пустили корни формализм, оторванность от жизни, разрыв между словом и делом». Именно теперь, с конца 1986 г., о временах Л. И. Брежнева стали говорить и писать как об «эпохе застоя». При этом горбачёвская критика Брежнева как бы предваряла будущую официальную критику Сталина, а с 1988—1989 годов оба этих советских лидера стали рассматриваться в качестве нарицательных фигур-символов «отступления от ленинских норм и извращения социалистической идеи».
Начало третьего этапа десталинизации ознаменовал выход в широкий прокат в январе 1987 года антисталинского фильма «Покаяние» грузинского режиссёра Тенгиза Абуладзе. Известный историк, общественный деятель Михаил Гефтер призывал к новому этапу десталинизации в многочисленных выступлениях и публицистических статьях. Ряд публицистических сборников периода перестройки включал в себя статьи о последствиях «культа личности».
16 июля 1987 года Верховный Суд СССР реабилитировал 15 учёных, осуждённых в 1931, 1932 и 1935 годах, в том числе А. В. Чаянова, Н. Д. Кондратьева и других.
28 сентября 1987 года была учреждена открытая Комиссия Политбюро ЦК КПСС по дополнительному изучению материалов, связанных с репрессиями, имевшими место в период 1930—1940-х и начала 1950-х годов.
2 ноября 1987 года Горбачёв выступил на заседании Верховного Совета РСФСР с докладом, посвящённым 70-летию Великой Октябрьской социалистической революции. В своём докладе Горбачёв упомянул и Сталина. Горбачёв отметил положительные стороны деятельности Сталина: борьба за претворение ленинских заветов в жизнь, сплачивание руководящего ядра партии в борьбе с троцкистами и во время Великой Отечественной войны. Но, с другой стороны, Горбачёв заявил, что Сталин виновен во многих репрессиях, за которые простить его нельзя. Это была первая за 25 лет критика Сталина и сталинизма в официальном партийном докладе, посвящённом годовщине Октябрьской революции.
Эти заявления Горбачёва вызвали всплеск десталинизации. Рамки критики Сталина исчезли. В кино Сталина стали показывать в отрицательном образе. Начали выпускаться книги, в которых Сталина называли «преступником».
С начала 1988 года начался демонтаж оставшихся памятников Сталину. В частности, демонтировали последний памятник Сталину в Средней Азии.
4 февраля 1988 года были реабилитированы Н. И. Бухарин и А. И. Рыков.
Десталинизация вызвала недовольство части общества, которая положительно относилась к роли Сталина в истории. 13 марта 1988 года газета «Советская Россия» опубликовала статью ленинградской преподавательницы химии Нины Андреевой «Не могу поступаться принципами». В своём письме Нина Андреева осуждала десталинизацию и призывала защитить положительную роль Сталина в истории. Однако, несмотря на это письмо, десталинизация продолжилась.
27 марта 1988 года было опубликовано сообщение комиссии Политбюро ЦК КПСС по дополнительному изучению материалов, связанных с репрессиями 1930—1940-х годов и начала 1950-х годов.
11 июня 1988 года было принято постановление Политбюро ЦК КПСС об ускорении процесса реабилитации жертв политических репрессий.
13 июня 1988 года были реабилитированы Г. Е. Зиновьев, Л. Б. Каменев, Г. Л. Пятаков и К. Б. Радек.
17 июня «Московские новости» опубликовали материалы о Катынском расстреле, требуя полного прояснения обстоятельств этого дела.
4 июля Политбюро ЦК КПСС приняло постановление «О сооружении памятника жертвам беззаконий и репрессий».
10 июля было опубликовано сообщение о заседании Комиссии Политбюро ЦК КПСС по дополнительному изучению материалов, связанных с репрессиями, имевшими место в период 1930—1940-х и начала 1950-х годов.
11 июля было принято постановление Политбюро ЦК КПСС «О дополнительных мерах по завершению работы, связанной с реабилитацией лиц, необоснованно репрессированных в 1930—1940-е годы и начале 1950-х годов».
17 августа 1988 года было опубликовано сообщение о выпуске в свет сборника избранных произведений Бухарина.
25 августа 1988 года было создано общество «Мемориал», в которое вошли Ю. Н. Афанасьев, Б. Н. Ельцин, А. Д. Сахаров и др. Это общество занялось созданием мемориалов жертвам политических репрессий, имевших место в период правления Сталина.
Летом 1988 года состоялась XIX Всесоюзная конференция КПСС, на которой Горбачёв выступил с критикой правления Сталина.
Горбачёв обвинил Сталина в «деформации социалистического общества». Впервые с высокой трибуны Сталина обвиняли в «деформации и извращении социализма». Это была первая официальная критика Сталина после 1961 года с трибуны высшего партийного собрания.
26 сентября 1988 года в «Правде» была опубликована статья Г. Л. Смирнова о Ленине. В этой статье впервые сообщается о «Гулаге» в годы НЭПа. С этой статьи начинается развенчание культа личности Ленина, а вместе с ней начинается всеобщая декоммунизация.
С 1989 года десталинизация выходит из-под контроля властей. Именно с этого момента в советском обществе начинается противостояние уже не сталинистов и антисталинистов, а сторонников и противников коммунистической идеологии в целом.
6 января 1989 года было опубликовано постановление ЦК КПСС «О дополнительных мерах по восстановлению справедливости в отношении жертв репрессий, имевших место в 1930-х — 1940-х и начале 1950-х годов».
16 января 1989 года Президиум Верховного Совета СССР признал «тройки» и комиссии ОГПУ, НКВД незаконными.
27 января 1989 года в «Правде» было опубликовано сообщение Комиссии Политбюро ЦК КПСС по дополнительному изучению материалов, связанных с репрессиями, имевшими место в период 1930—1940-х и начала 1950-х годов.
26-28 января 1989 года в Москве состоялась учредительная конференция Всесоюзного общества «Мемориал».
29 января 1989 года в «Правде» было опубликовано сообщение о выходе в свет первого номера нового партийного журнала «Известия ЦК КПСС», содержащего многие неопубликованные ранее документы.
В вышедшей весной 1989 года книге Л. А. Гордона и Э. В. Клопова «Что это было?», посвящённой критике сталинского режима в СССР и статье известного философа-политолога М. П. Капустина в журнале «Молодой коммунист» впервые в советской историографии и пропаганде сталинский режим сравнивался с гитлеровским. При этом Гордон и Клопов приводили статистические данные, согласно которым, от репрессивной политики сталинистских режимов в СССР, Восточной Европе и Восточной Азии коммунистов пострадало на порядок больше, чем от репрессий монархических режимов, белого террора, фашистских и правых диктатур, вместе взятых.
30 июня 1989 года секретариат Союза писателей СССР принял решение о восстановлении членства и публикации произведений А. И. Солженицына, которые критиковали правительство СССР и сталинскую эпоху.
В сентябре 1989 года была отменена уголовная ответственность за антисоветскую пропаганду.
14 ноября 1989 года Верховный Совет СССР принял декларацию, осуждающую политические репрессии в отношении различных народов СССР в период правления Сталина.
В 1989 году в № 3 «Известий ЦК КПСС» был впервые опубликован закрытый доклад Хрущёва «О культе личности и его последствиях».
12 декабря 1989 года II Съезд народных депутатов СССР осудил пакт Молотова — Риббентропа от 23 августа 1939 года.
13 апреля 1990 года СССР взял на себя вину за Катынский расстрел.
31 мая 1990 года были реабилитированы участники контрреволюционной «Султан-галиевской националистической организации» (суд по делу этой организации был в 1929 году).
13 августа 1990 года Президент СССР Михаил Горбачёв издал указ о реабилитации всех жертв политических репрессий, произошедших в период правления Сталина.
30 октября 1990 года на Лубянской площади в Москве был установлен Соловецкий камень в память о жертвах политических репрессий в период Сталина.
Со второй половины 1990 года десталинизация переросла в широкую деленинизацию и декоммунизацию.
26 апреля 1991 года Верховный Совет РСФСР принял закон «О реабилитации репрессированных народов».
18 октября 1991 года был принят Закон РСФСР «О реабилитации жертв политических репрессий», реабилитировавший «всех жертв политических репрессий, подвергнутых таковым с 25 октября (7 ноября) 1917 года» (включая детей репрессированных). Согласно документу, 30 октября становилось Днём памяти жертв политических репрессий.
В декабре 1991 года произошли окончательный распад СССР и ликвидация социалистического строя.
Как отмечает американский профессор Мартин Малиа, упоминая прежде Великую депрессию и Вторую мировую войну: «после 1930-х гг. в западном либеральном сознании укоренилась идея связи капитализма с экономическим кризисом и войной, с одной стороны, и между планированием, экономическим ростом и миром — с другой. И все попытки десталинизации последние 40 лет не смогли искоренить эти ассоциации. Для этого потребовался экономический крах перестройки… или, по крайней мере, так кажется».

## Преодоление прошлого
С 1991 по 1999 год, в период правления Бориса Ельцина в кино и в книгах в основном показывали только отрицательный образ Ленина, Сталина, Брежнева и других видных деятелей партии. Вторая волна десталинизации, начавшаяся в 1987 году (а также критика всего советского периода), сошли на нет лишь в 2000 году с приходом к власти Владимира Путина.
15−16 февраля 1992 года прошёл Чрезвычайный съезд Конференции репрессированных народов России.
21 февраля 1992 года был издан Указ Президента РФ «О неотложных мерах по реабилитации российских немцев».
21 мая 1992 года по запросу НИЦ «Мемориал» Прокуратура РФ частично реабилитировала главного врага Сталина — Л. Д. Троцкого.
16 июля 1992 года Верховный Суд Российской Федерации принял постановление о реабилитации казачества.
2 декабря 1992 года указом Президента РФ Б. Н. Ельцина была учреждена Комиссия при Президенте РФ по реабилитации жертв политических репрессий.
15 мая 1996 года в Санкт-Петербурге на Левашовской пустоши открылся мемориал-памятник жертвам политических репрессий.
17 декабря 1997 года Президиум Верховного Суда РФ постановил считать «Ленинградское дело» сфальсифицированным Абакумовым.
При Путине продолжила свою работу Комиссия по реабилитации жертв политических репрессий.
16 июня 2001 года Генеральная прокуратура РФ полностью реабилитировала Л. Д. Троцкого.
5 марта 2002 года Архив Президента РФ и Общество «Мемориал» опубликовали сталинские расстрельные списки—390 перечней лиц, подлежащих суду Военной Коллегии Верховного Суда СССР, с личной санкцией И. В. Сталина и членов Политбюро ЦК ВКП(б), после этого приговорённых к разным мерам наказания — в подавляющем большинстве к расстрелу. В списках содержится 46 255 имён, документы датированы с 27 февраля 1937 года до 29 сентября 1938 года, составляют 11 томов и хранятся в Российском государственном архиве социально-политической истории, фонд 17, опись 171, дела 409—419. Через год они были опубликованы в Интернете.
9 сентября 2009 года художественно-историческое произведение Александра Солженицына «Архипелаг ГУЛАГ» внесли в обязательную школьную программу для старшеклассников.
30 октября 2009 года Президент России Дмитрий Медведев призвал не оправдывать «сталинские репрессии».

## После 2010 года
В годы президентства Дмитрия Медведева была предпринята попытка начать новую, третью по счёту государственную кампанию десталинизации.
- 12 октября 2010 года Михаил Федотов, назначенный на пост руководителя Совета при Президенте РФ по правам человека, заявил, что одной из главных задач Совета он видит «десталинизацию общественного сознания»[28].
- 26 ноября 2010 года Государственная дума России при противодействии со стороны КПРФ приняла заявление «О Катынской трагедии и её жертвах», в котором признаёт Катынский расстрел преступлением, которое было совершено по прямому указанию Сталина и других советских руководителей, и разделяет скорбь с польским народом.
- 1 февраля 2011 года председатель президиума общественного Совета по внешней и оборонной политике Сергей Караганов на встрече с Президентом России Дмитрием Медведевым предложил принять общенациональную государственно-общественную программу «Об увековечении памяти жертв тоталитарного режима и о национальном примирении»[29][30]. Сергей Караганов называл термин «десталинизация» неточным и неправильным[29]. О необходимости декоммунизации он высказался следующим образом[29]:

Это неточно и политически неправильно, хотя суть проекта, естественно, и в десталинизации, и в декоммунизации российского общественного сознания и самой нашей страны. Термин «десталинизация» уводит от истины, от сути того режима, наследие которого нужно ещё долгие годы преодолевать, и от сути той трагедии, которую пережил народ.<…>
Общество не может начать уважать себя и свою страну, пока оно скрывает от себя страшный грех — 70 лет тоталитаризма, когда народ совершил революцию, привёл к власти и поддерживал античеловеческий, варварский режим.

- 1 марта 2011 года Совет при Президенте Российской Федерации по развитию гражданского общества и правам человека разработал проект по «десталинизации» российской истории XX века[31]. Один из авторов проекта, Михаил Федотов, так прокомментировал этот проект[32]:

Ни одно нормальное общество не может развиваться, если в нём нет общественного консенсуса в отношении главных ценностей. Например, о добре и зле, о свободе и равноправии. Надо зафиксировать: тоталитаризм — это зло, поскольку он исходит из того, что человек — это средство для достижения любой цели режима.

В докладе Фонда Карнеги об оценке роли Сталина в современной России и Закавказье (2013) отмечается, что несмотря на несколько попыток в истории России, результаты десталинизации оказались незначительными, наиболее успешной оказалась прошедшая при Горбачёве. Отмечается, что личность и деятельность Сталина до сих пор вызывает уважение и восхищение у многих людей на постсоветском пространстве, что «поддержка Сталина в России выросла после развала Советского Союза».
В «Левада-Центре» выяснили, что россияне задумываются о том, почему спустя 60 лет после смерти о Сталине говорят всё чаще: по мнению 40 % россиян его «культ» используется правительством, чтобы оправдать собственную политику и злоупотребления властью, либо чтобы укрепить собственный авторитет как наследников славы победителей в войне.
5 марта 2013 года сборник сталинских расстрельных списков был переиздан.
В июле 2013 года руководитель рабочей группы Совета при президенте РФ по правам человека Сергей Караганов сообщил, что по указанию Президента России Владимира Путина Министерство культуры РФ разрабатывает федеральную целевую программу по увековечиванию памяти жертв политических репрессий. Завершить подготовку программы и вынести её на обсуждение планируется к осени 2013 года.
15 августа 2015 года Распоряжением Правительства РФ была утверждена Концепция по увековечению памяти жертв политических репрессий. 30 сентября этого же года президент России Владимир Путин поручил «возвести в городе Москве мемориал жертвам политических репрессий по проекту скульптора Георгия Франгуляна „Стена Скорби“. Поручение дано в рамках правительственной Концепции по увековечению памяти жертв политических репрессий от 15 августа 2015 года».
В июне 2017 года Владимир Путин в интервью известному американскому режиссёру Оливеру Стоуну заявил, что «попытка излишней демонизации Сталина это один из способов атаки на СССР и Россию. Да, Сталин фигура неоднозначная, но он продукт своей эпохи».
22 сентября 2017 года в Москве состоялось открытие Аллеи правителей России, на которой были установлены бюсты всех руководителей СССР, включая И. В. Сталина.
30 октября 2017 года на проспекте Сахарова в Москве был открыт мемориал «Стена скорби», посвящённый жертвам политических репрессий. В открытии мемориала принял участие президент России Владимир Путин.

## Поддержка десталинизации
- По мнению доктора исторических наук А. Б. Зубова, десталинизация должна стать лишь частью декоммунизации, которую нужно провести по аналогии с денацификацией[36].
- Премьер-министр Литвы Андрюс Кубилюс 24 марта 2011 года приветствовал предложение Совета по правам человека при Президенте РФ о признании ответственности СССР за геноцид и Вторую мировую войну, назвав его «попыткой честно взглянуть на свою историю и совесть»[37].
- Член правления «Мемориала» Валентин Гефтер считает, что «пришла пора взглянуть на то время по-другому и решить, какие уроки нам нужно извлечь из него»[38].
- Политик Владимир Рыжков считает, что главный смысл программы десталинизации состоит в том, чтобы «способствовать осмыслению того, что произошло»[38].
- Историк и заместитель председателя Совета Научно-информационного и просветительского центра общества «Мемориал» Никита Петров считает, что «это программа по увековечению памяти жертв политических репрессий»[39].
- В июле 2013 года участники презентации в РИА «Новости» программы «Об увековечивании памяти жертв политических репрессий» призвали продолжить процесс десталинизации[40].

## Критика программы десталинизации
В ходе обсуждения в Совете при Президенте РФ по развитию гражданского общества и правам человека некоторые из членов Совета заняли критическую позицию по отношению к предложенной программе.
- Член Совета, профессор ГУ-ВШЭ, политолог Эмиль Паин поддержал увековечение памяти жертв тоталитарного режима, но заявил, что эта программа не может служить национальному примирению в современной России, поскольку «увековечение памяти жертв тоталитарного режима и национальное примирение — это разные задачи, в нынешних условиях плохо совместимые».
- Член Совета, политолог, кандидат исторических наук, профессор МГИМО Алексей Пушков заявил, что не поддерживает эту программу в её нынешнем виде, так она ведёт не к национальному примирению, а к национальному размежеванию[41].
- Председатель ЦК КПРФ Г. А. Зюганов назвал десталинизацию «попыткой унизить советскую историю».

Проект «десталинизации» также был подвергнут критике со стороны различных экспертов и общественных деятелей.
- По мнению Юрия Крупнова[42] и Александра Дюкова[44], он потенциально опасен для современной России.
- Кандидат исторических наук, политолог Модест Колеров заявил, что «предвыборная „десталинизация“ — невежество, инквизиция и гражданская война»[45].
- Белорусский историк, кандидат исторических наук Олег Либезин также весьма критично отозвался о программе «десталинизации», подчеркнув не только её опасность для России, но и охарактеризовав её как «безответственность отдельных, амбициозно настроенных людей — игроков в политику, абсолютно не понимающих ни сложности времени 1930-х гг., ни его философии, идеологических и правовых императивов»[46].
- Доктор политических наук Татьяна Полоскова, говоря об инициативе «десталинизации» и авторах программы, высказывала недоумение относительно того, что по её мнению, не учитываются общественные настроения тех, кто «чувствовал себя комфортно при советской власти»[47]. Критикуя данную программу, она отметила отсутствие обсуждения программы в академических научных кругах и отсутствие просчёта возможных рисков от принятия такой программы для российского общества[47].
- Александра Глухова (доктор политических наук, профессор Воронежского государственного университета) считает десталинизацию ложной целью, «которая не только не сплотит, но и ещё больше разъединит общество»[48].
- Политолог Сергей Кургинян, рассматривая политические и юридические последствия десталинизации (десоветизации, детоталитаризации), считает, что её реализация приведёт к распаду страны: «Так произошло с СССР в результате сходной процедуры. Так неминуемо произойдёт и с РФ»[49].

Комментируя это мнение, политолог Григорий Трофимчук, первый вице-президент Центра моделирования стратегического развития, отметил, что десталинизировать и десоветизировать «новую Россию» можно было в очень коротком историческом отрезке, на стыке 1980-х—1990-х гг.
- В апреле 2011 года «Журнал российских и восточноевропейских исторических исследований» провёл экспертный опрос[51] с целью оценки «Предложений» и последствий их возможной реализации. Подавляющее большинство высказавшихся экспертов отметили концептуальную абсурдность текста «Предложений» и терминологическую некорректность в тех частях текста, которые касаются оценки исторического развития нашего государства[51].
- Российский политолог Дмитрий Ермолаев критиковал проект «десталинизации» за навязывание атмосферы Гражданской войны[52].

## Общественное мнение о десталинизации
Согласно опросу ВЦИОМ, результаты которого были опубликованы в апреле 2011 года, четверть россиян (24 %) из 1600 опрошенных сообщили, что их семья пострадала от сталинских репрессий. Курс на «десталинизацию» поддерживают 26 % россиян. Остальные считают «десталинизацию» пустословием и мифотворчеством. При этом результаты опроса свидетельствует о том, что всё больше россиян считают, что роль Сталина в истории страны была скорее положительной (рост с 15 % в 2007 году до 26 % в апреле 2011 года), а тех, кто уверен в обратном, напротив, становится всё меньше (снижение с 33 % в 2007 году до 24 % в апреле 2011 года соответственно). Полученные результаты также свидетельствуют, что большинство россиян считают «десталинизацию» мифом, не имеющим ничего общего с реальными задачами, стоящими перед страной, и полагают, что в случае реализации десталинизация просто исковеркает историческое сознание, сделает его однобоким (45 %).
Гендиректор ВЦИОМ Валерий Фёдоров так прокомментировал эти результаты: «чем больше наши доморощенные десталинизаторы будут заниматься десталинизацией, тем хуже будет отношение к ним — и тем лучше будет отношение к Сталину».
В то же время, согласно данным опроса, значительная доля россиян поддерживает отдельные инициативы программы «Об увековечении памяти жертв тоталитарного режима и о национальном примирении». Так, 71 % поддерживает обеспечение свободного доступа исследователей ко всем документам, связанным с местами захоронения жертв террора, рассекречивание документов, связанных с политическими репрессиями в стране, 52 % — перезахоронение тела Ленина, 51 % — установление памятников жертвам репрессий в крупных городах и селах, 48 % — запрет называть населенные пункты, улицы, площади и т. д. в честь людей, несущих ответственность за репрессии, 48 % — предоставление людям возможности обжаловать любой нормативно-правовой акт сталинской эпохи с целью признания его недействующим, 47 % — направление части прибыли предприятий, созданных с использованием труда заключенных, в фонд, призванный поддерживать реабилитированных граждан, 44 % — создание новых школьных курсов отечественной истории, свободных от мифов сталинской эпохи. Не встретили поддержки положения программы, призывающие к пересмотру дат официальных памятных дней и профессиональных праздников, так, чтобы они опирались не только на период советской истории, и к увольнению с государственной службы тех чиновников, кто публично отрицает факт преступлений сталинского режима. Против этих положений высказались по 50 % соответственно.
Общественное движение «Суть времени» провело альтернативный опрос населения, в котором приняло участие 36 тыс. человек. Результаты исследования показали, что большинство респондентов не поддерживает программу «десталинизации».

## Отдельные мнения
Доходило до казусов. Уже после XX съезда и начала борьбы с культом личности на пленуме ЦК выступал академик Юдин. Партийный философ, но мужик замечательный. Заканчивает выступление и вдруг по привычке как крикнет: «Да здравствует товарищ Сталин!» В первый момент у многих руки рефлекторно сложились для хлопков. А потом — полная тишина. Юдин сообразил, что маханул лишнего, и говорит: «Извините, я, кажется, ошибся».— из воспоминаний Михаила Смиртюкова, заместителя заведующего секретариатом Совнаркома СССР
- По мнению историка Михаила Гефтера, элементы десталинизации существовали и при Сталине — в виде личного сопротивления режиму (поэтическое творчество Осипа Мандельштама или борьба биолога Иосифа Рапопорта с «лысенковщиной»)[57].
- Стихийная десталинизация, по мнению Михаила Гефтера, происходила во время Великой Отечественной войны[57].
- Историк проф. А. Б. Зубов считает, что для успешной десталинизации необходима декоммунизация:

…надо говорить не о десталинизации, а о декоммунизации. Без искоренения начал большевизма, без вынесения ему приговора, его первым деятелям и вождям Ленину, Троцкому, Свердлову мы не сможем решить проблему и Сталина.
— Сталинизм наравне с нацизмом?
- Аналогичным образом лидер партии «Яблоко» Сергей Митрохин предложил признать нелегитимность Октябрьской революции 1917 года[31][58]: